# برگ کنگری

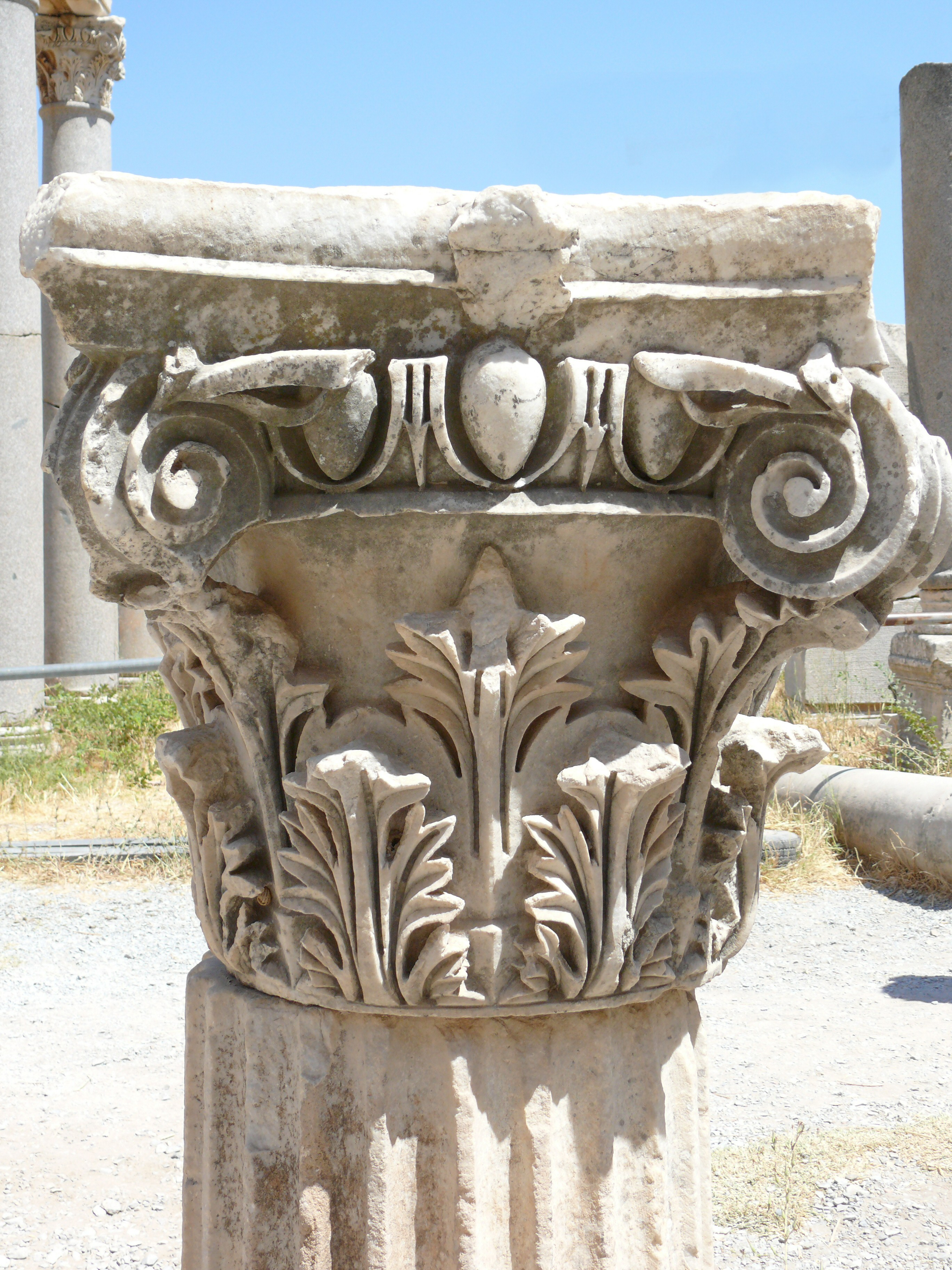
سرستون شیوه آمیخته با طرح تزئینی برگ کنگری

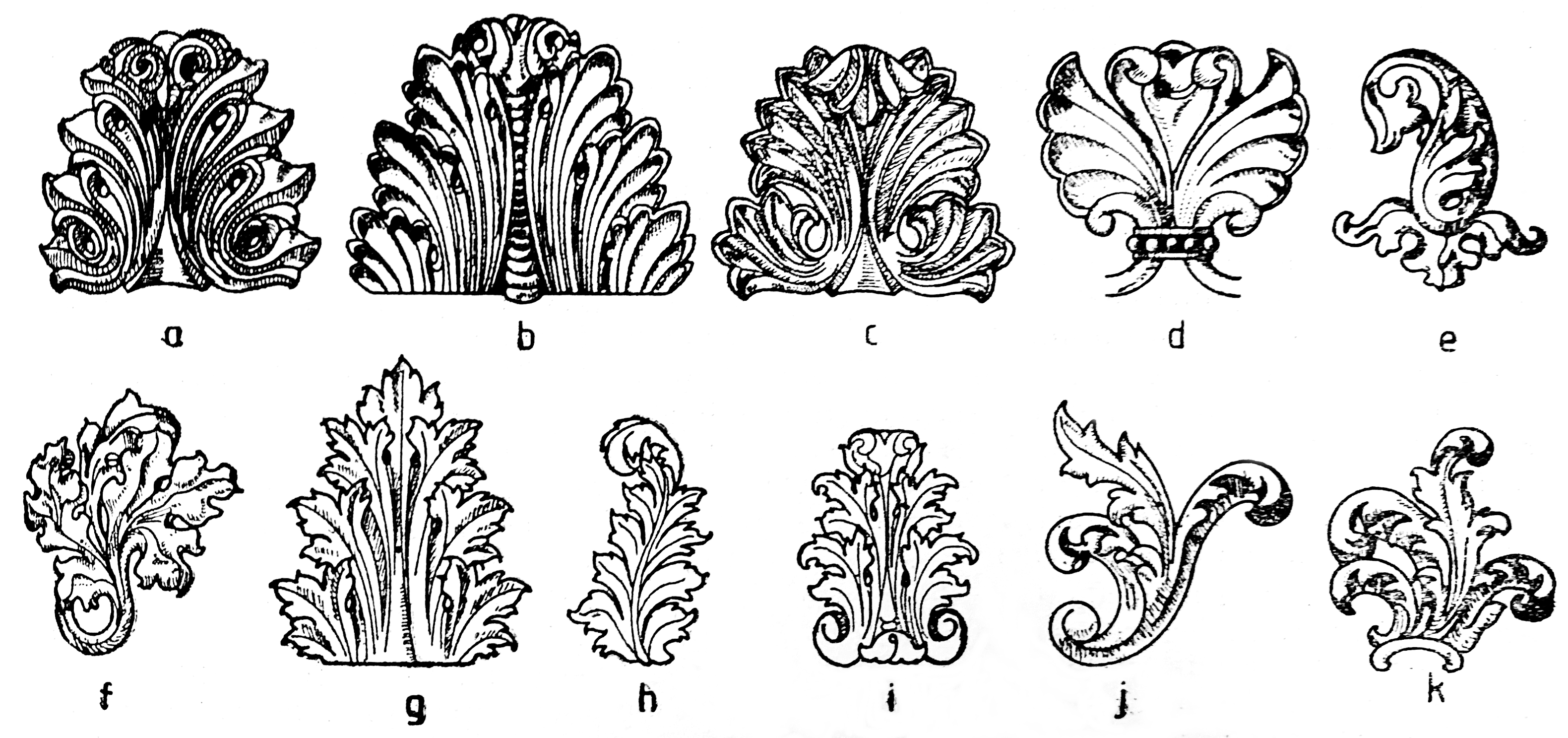
سیر تحول سبک‌های برگ کنگر: a) یونانی b) رومی c) بیزانسی d) رومی‌وار e & f) گوتیک g) رنسانس h & i) باروک j & k) روکوکو

برگِ کَنْگَری (یونانی باستان: ἄκανθος) یک شکل تزئینی است که از برگ‌های گیاه کنگر (پای خرس) الهام گرفته شده است. این طرح در معماری و هنرهای تزئینی، به ویژه در یونان و روم باستان بسیار رایج بود.
برگ‌های برگ کنگری معمولاً به صورت پیچ‌خورده و حکاکی شده نمایش داده می‌شوند و اغلب در سرستون‌ها، قرنیزها، حاشیه‌های تزئينی و دیگر عناصر معماری یافت می‌شوند. این طرح همچنین در تزئینات مبلمان، پارچه‌ها، جواهرات و سایر اشیاء تزئینی استفاده می‌شود.
شکل تزئینی برگ کنگری نمادی از زندگی، رشد و جاودانگی است و به همین دلیل در بسیاری از فرهنگ‌ها و تمدن‌ها مورد استفاده قرار گرفته است. در معماری یونان باستان، برگ‌های برگ کنگری به‌طور خاص با شیوه کورینتی مرتبط هستند، که یکی از سه شیوهٔ اصلی معماری کلاسیک است.
طرح تزئینی برگ کنگری در معماری از برگ‌های گیاه مدیترانه‌ای برگ کنگری الهام گرفته شده است. این برگ‌ها دارای بریدگی‌های عمیق و شباهتی به برگ‌های خار و شقایق دارند. هر دو گونهٔ کنگر نرم و کنگر خاردار به عنوان الگوی اصلی این طرح مطرح شده‌اند، اما نمونه‌های خاص این نقش تزئینی ممکن است به یکی از این دو گونه نزدیک‌تر باشند.
رابطه بین نقش برگ کنگری و گیاه کنگر موضوع بحث‌های طولانی بوده است. آلوئیس ریگل در کتاب خود «Stilfragen» استدلال کرد که این نقش در ابتدا به عنوان یک نسخهٔ حجاری‌شده از برگ نخل بوده و بعدها به برگ کنگری خاردار شباهت پیدا کرده است.

## معماری یونان و روم

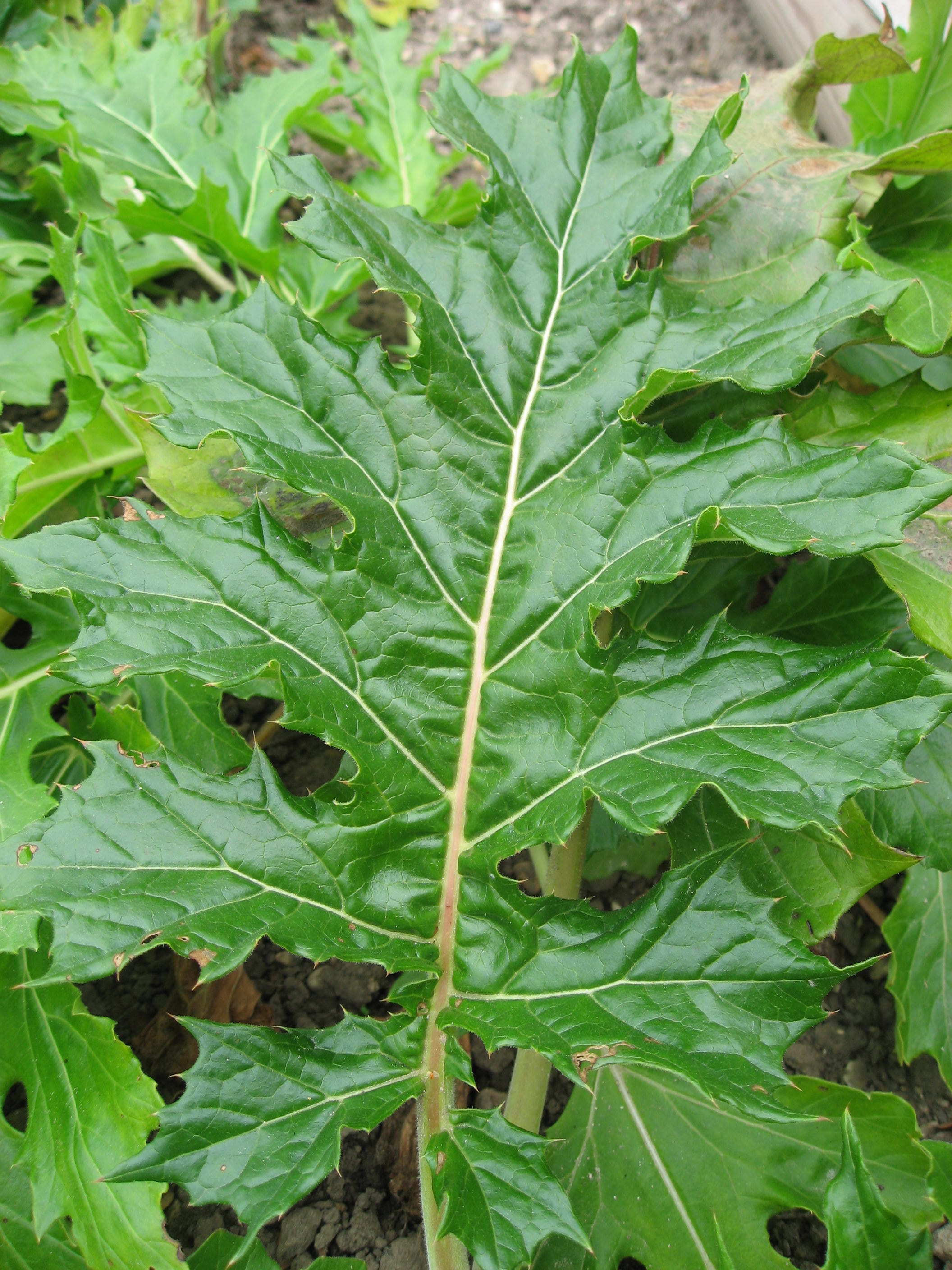
برگ پای خرس نرم؛ در این گونه و A. spinosus شکل برگ‌ها کاملاً متغیر است.

در معماری یونان و روم باستان، نقش برگ کنگری به‌طور گسترده‌ای در سرستون‌های سبک‌های کورینتی و آمیخته و همچنین در حاشیه‌های زینتی، دندانه‌کاری‌ها و سایر مناطق تزئینی استفاده می‌شده است. قدیمی‌ترین نمونه شناخته شده از ستون کورینتی در معبد آپولو اپیکوریوس در باسی در آرکادیا مربوط به حدود ۴۵۰–۴۲۰ پیش از میلاد است، اما این سبک قبل از دوره رومی‌ها در یونان به ندرت استفاده می‌شد. رومی‌ها این سبک را با پیچاندن انتهای برگ‌ها به هم توسعه دادند و آن را به سبک مورد علاقه خود برای ساختمان‌های بزرگ تبدیل کردند، به علاوه سبک آمیخته که اختراع خودشان بود و اولین بار در دوره آگوستوس دیده شد. استفاده از نقش برگ کنگری در معماری بیزانسی، رومی‌وار و گوتیک ادامه یافت و در دوره رنسانس احیای قابل توجهی را تجربه کرد و همچنان تا به امروز مورد استفاده قرار می‌گیرد.

## بیزانس
برخی از جزئی‌ترین و استادانه‌ترین تزئینات برگ کنگری در ساختمان‌های مهم سنت معماری بیزانسی یافت می‌شود، که در آن برگ‌ها برش خورده، سوراخ شده و بر روی سطح وسیعی پخش شده‌اند. استفاده از این نقش در هنر سده‌های میانه، به ویژه در مجسمه‌سازی و کنده کاری روی چوب و در حاشیه‌های زینتی ادامه یافت، اگرچه معمولاً به صورت انتزاعی و کلی است، به طوری که شک و تردید وجود دارد که هنرمندان آن را به‌طور خاص با گیاهی مرتبط دانسته باشند. پس از قرن‌ها بدون سرستون‌های تزئینی، آنها با اشتیاق در معماری رومی‌وار، اغلب با استفاده از طرح‌های شاخ و برگ، از جمله برگ کنگری، احیا شدند. برگ‌های پیچ‌خورده از نوع برگ کنگری اغلب در حاشیه‌ها و حروف اول تزئین شده نسخه‌های خطی مذهبی یافت می‌شوند و معمولاً در ترکیب با برگ نخل در پارچه‌های ابریشمی بافته شده دیده می‌شوند. در رنسانس، از مدل‌های کلاسیک پیروی شد و برگ کنگری دوباره در نمونه‌های معماری در مقیاس بزرگ قابل تشخیص می‌شود. این اصطلاح اغلب برای توصیف نقوش شاخ و برگ‌های انتزاعی‌تر و کلی‌تر نیز استفاده می‌شود، جایی که شباهت به گونه‌های گیاهی کمتر است.

## نگارخانه

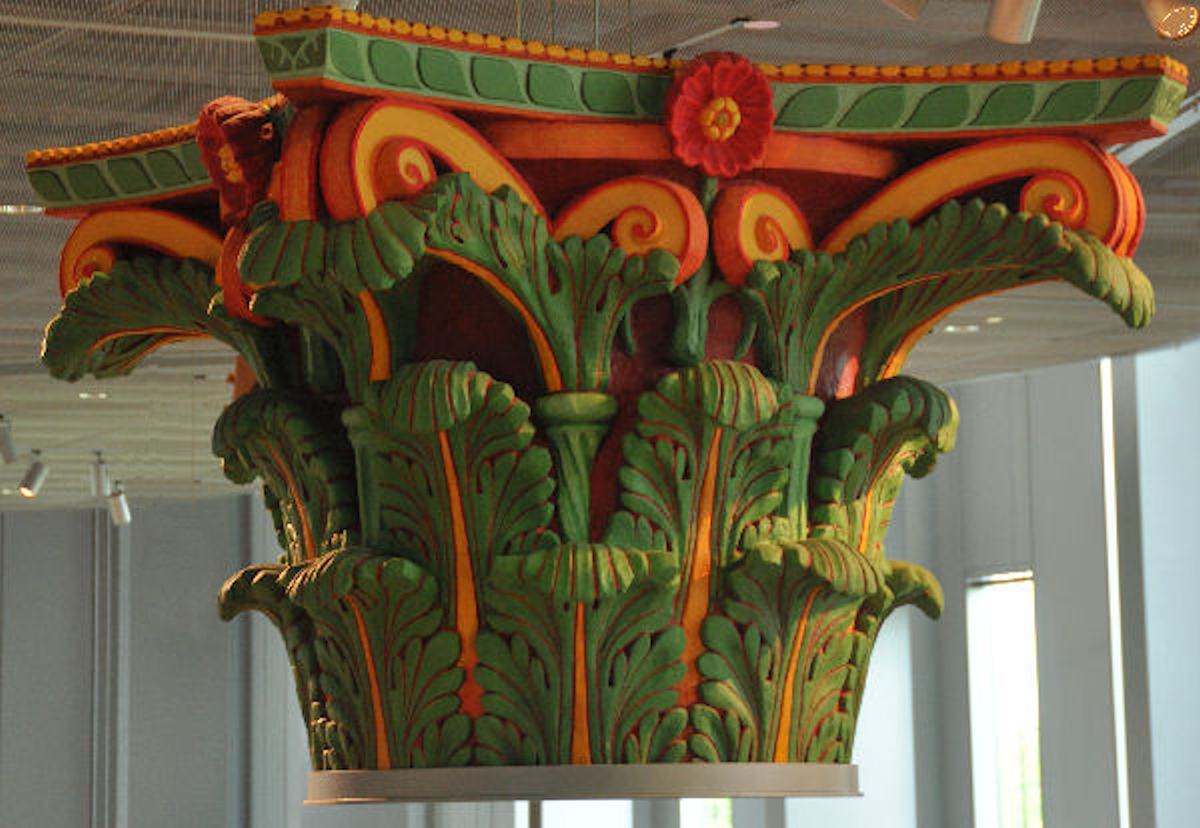
سرستون آمیخته بازسازی‌شده با رنگ‌های چندرنگ اصلی
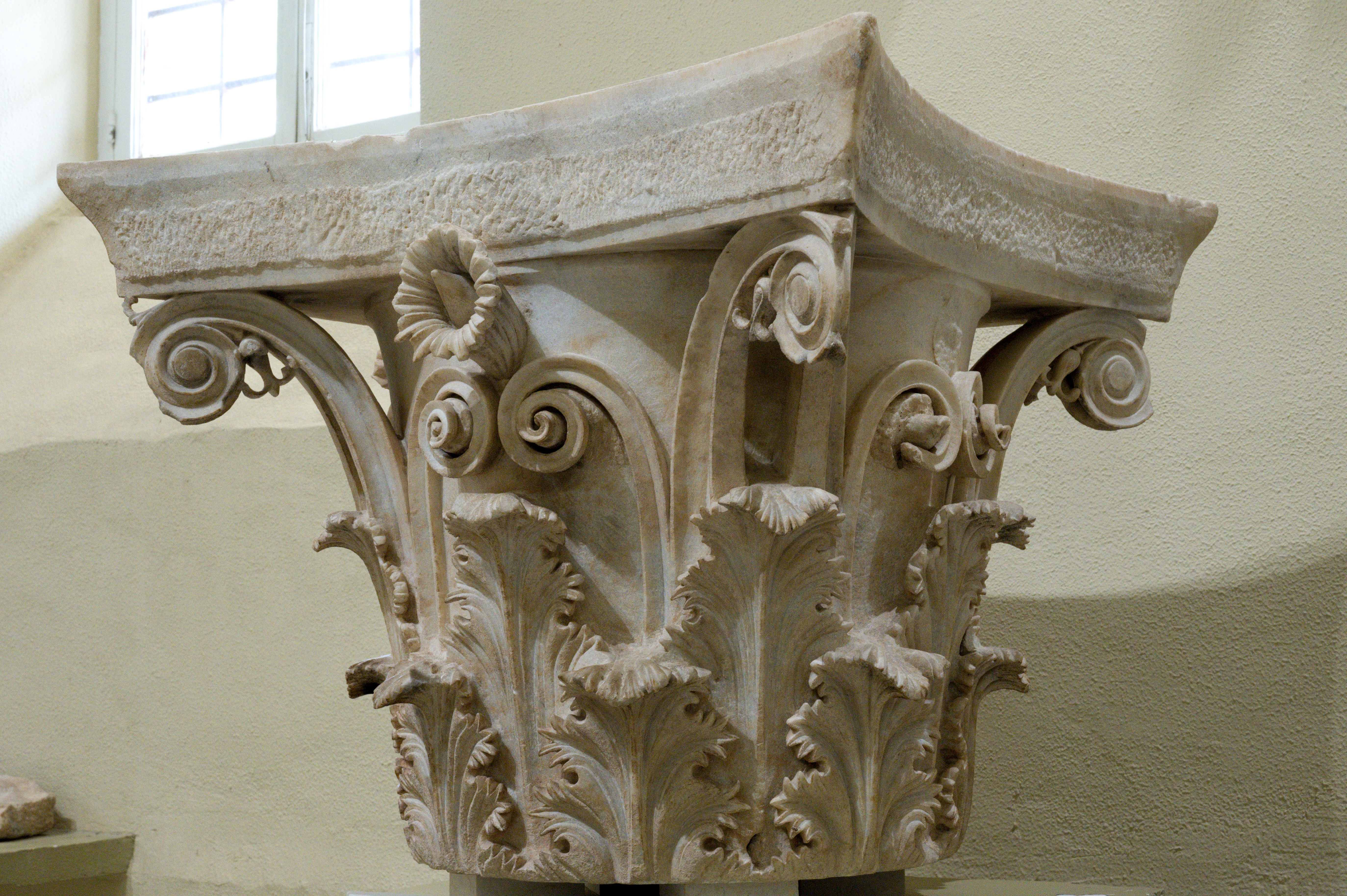
سرستون کورینتی یونان باستان از تالار اپیداوروس، موزه باستان‌شناسی اپیداوروس، یونان، گفته می‌شود که توسط پولی‌کلیتوس جوان طراحی شده است، حدود ۳۵۰ قبل از میلاد
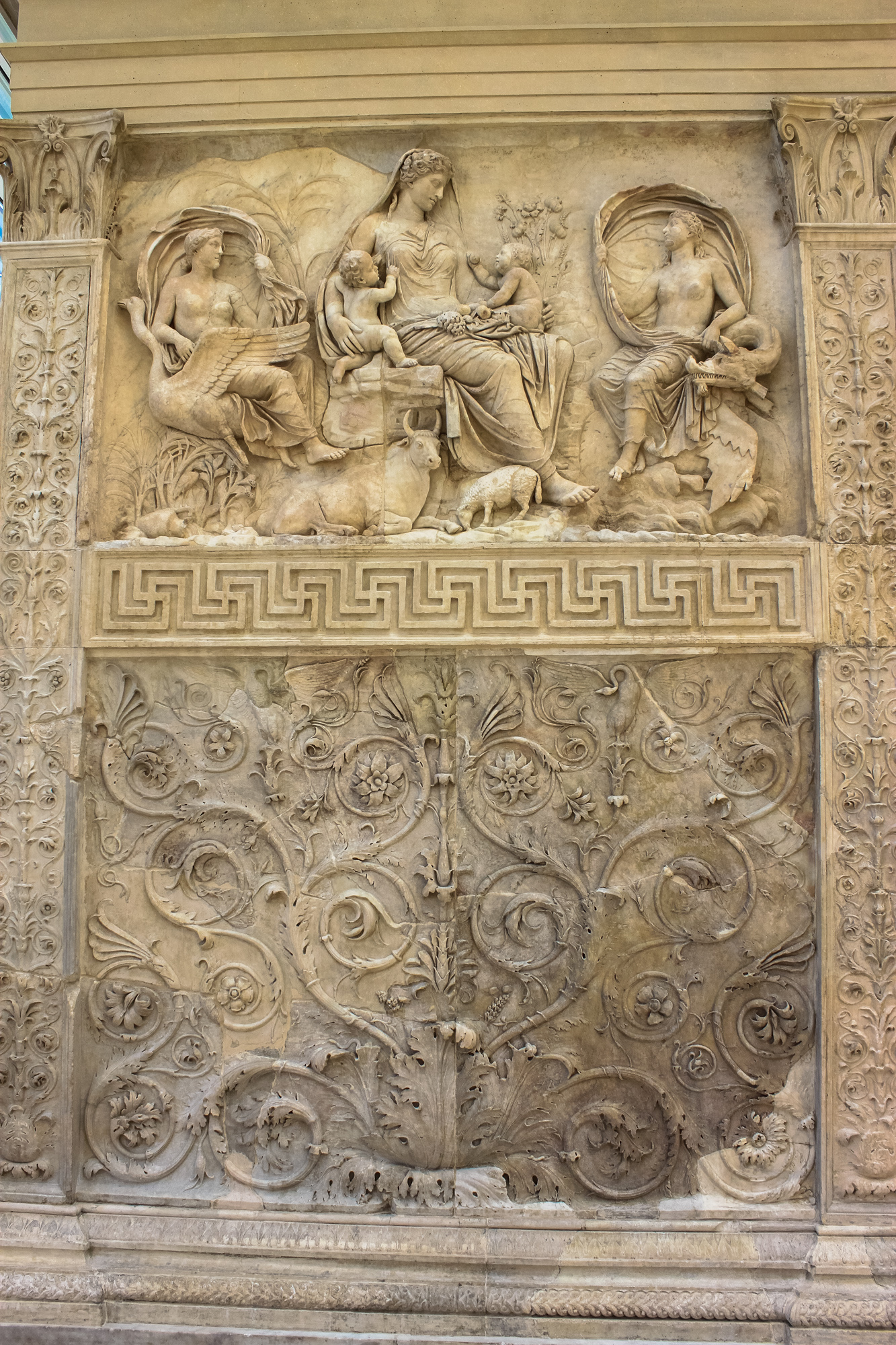
برگ کنگری‌های رومی در یک اسلیمی بر روی آرا پاکیس، رم، معمار و مجسمه‌سازان ناشناس، ۹-۱۳ قبل از میلاد
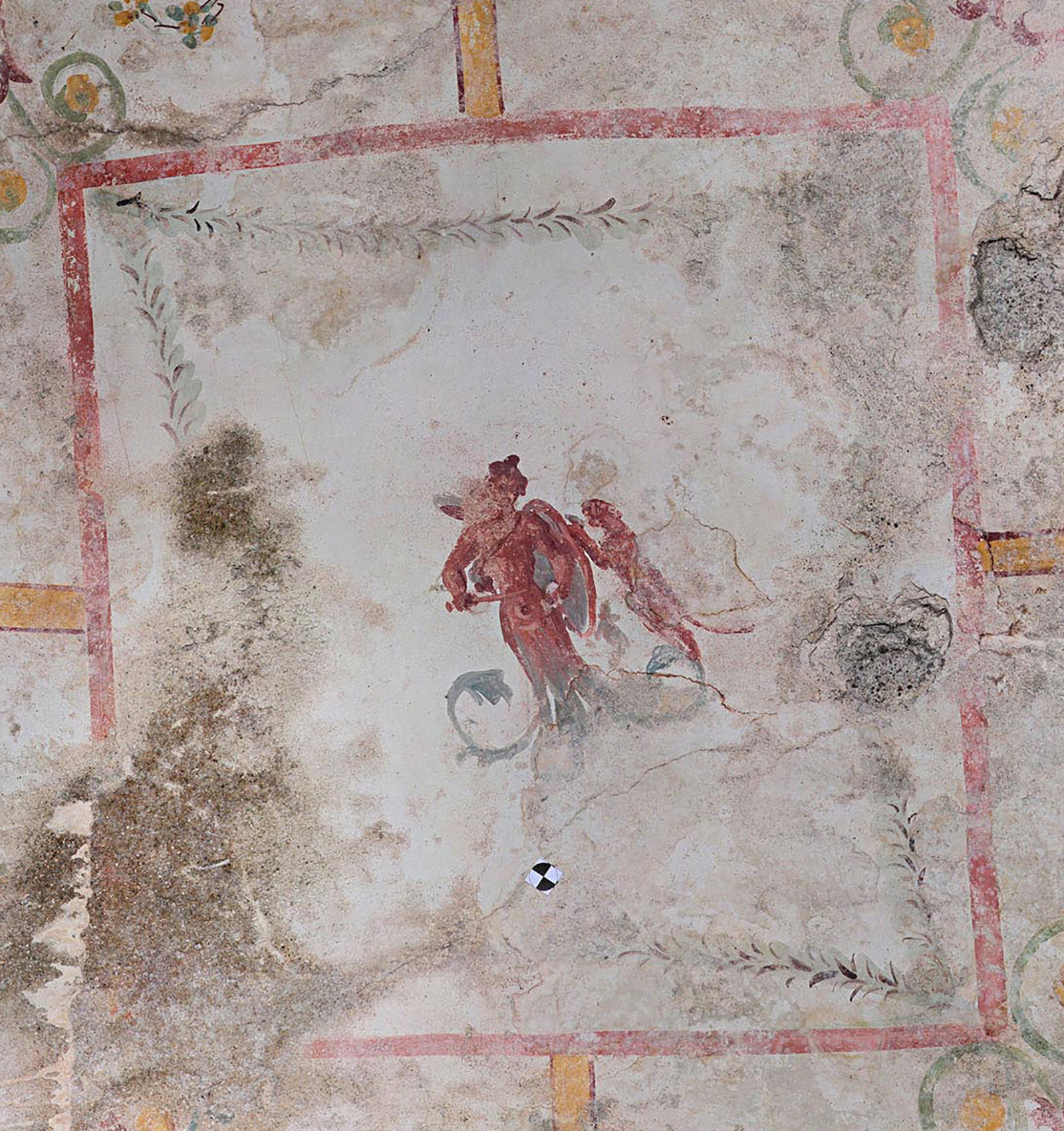
برگ کنگری‌های رومی که جایگزین پاهای پیکره مردی شده‌اند که توسط یک پلنگ مورد حمله قرار گرفته است، سالا دلا اسفینج، دوموس آئوریا، رم، نقاش ناشناس، ۶۸-۶۵ پس از میلاد
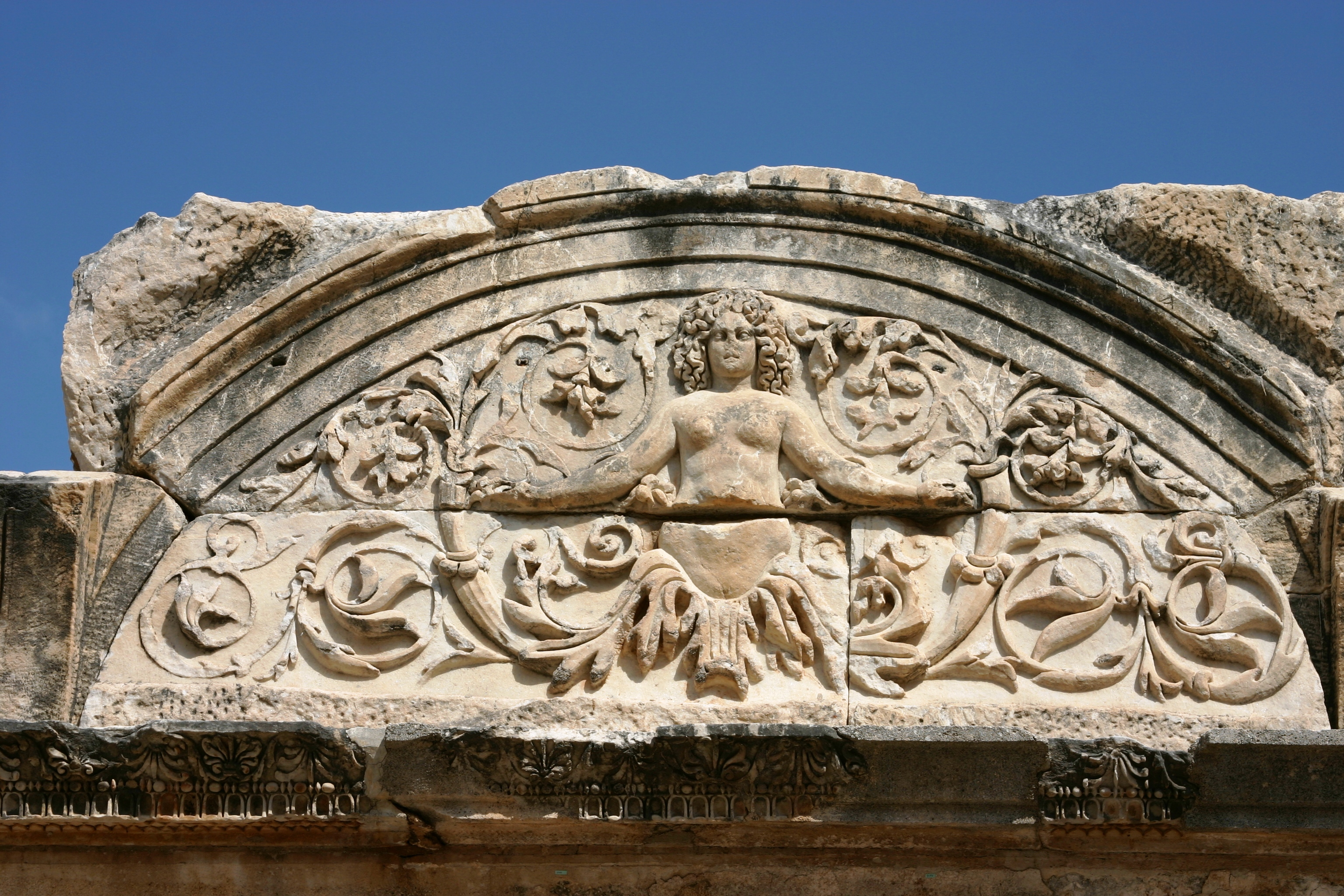
برگ کنگری‌های رومی معبد هادریان، افسوس، ترکیه، معمار یا مجسمه‌ساز ناشناس، ۱۱۸-۱۱۷
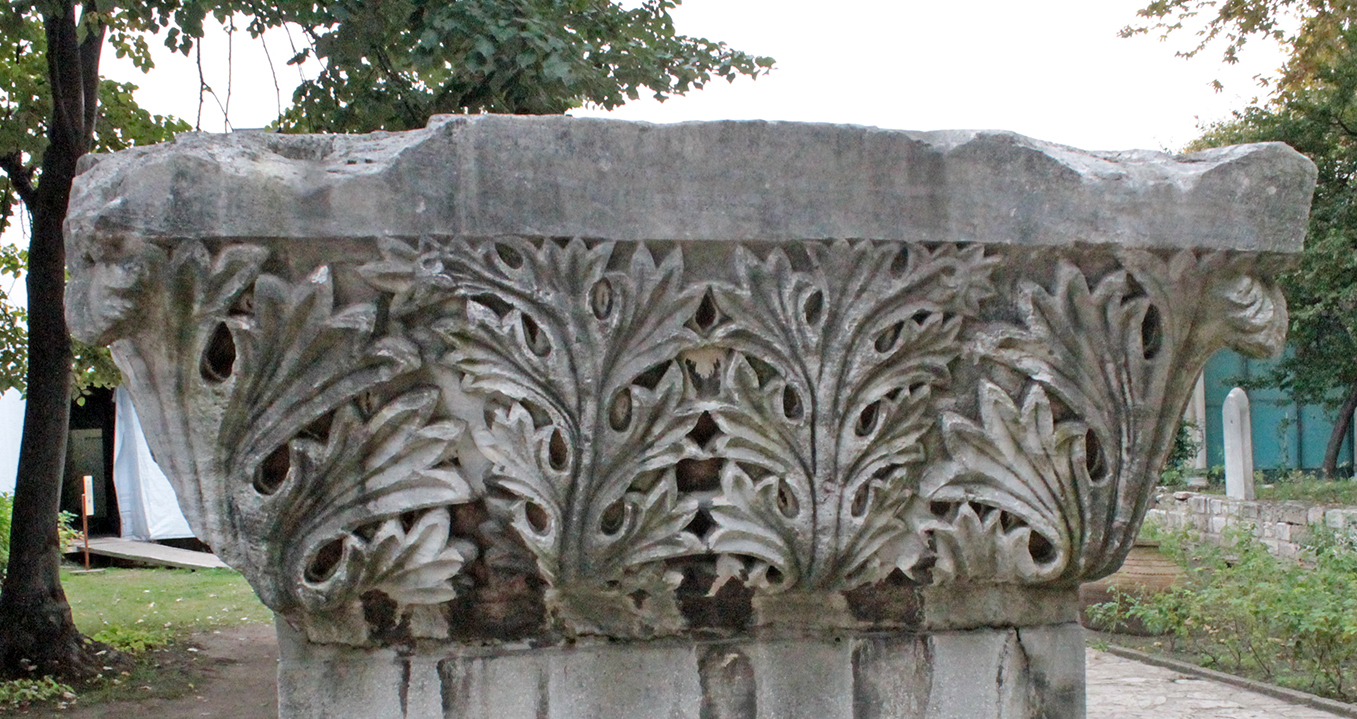
سرستون شبه-کورینتی بیزانسی ستون لئو، که قبلاً در انجمن لئو، قسطنطنیه بود، اکنون در حیاط کاخ توپ‌قاپی، استانبول، ترکیه، معمار یا مجسمه‌ساز ناشناس، ۴۵۷-۴۷۴
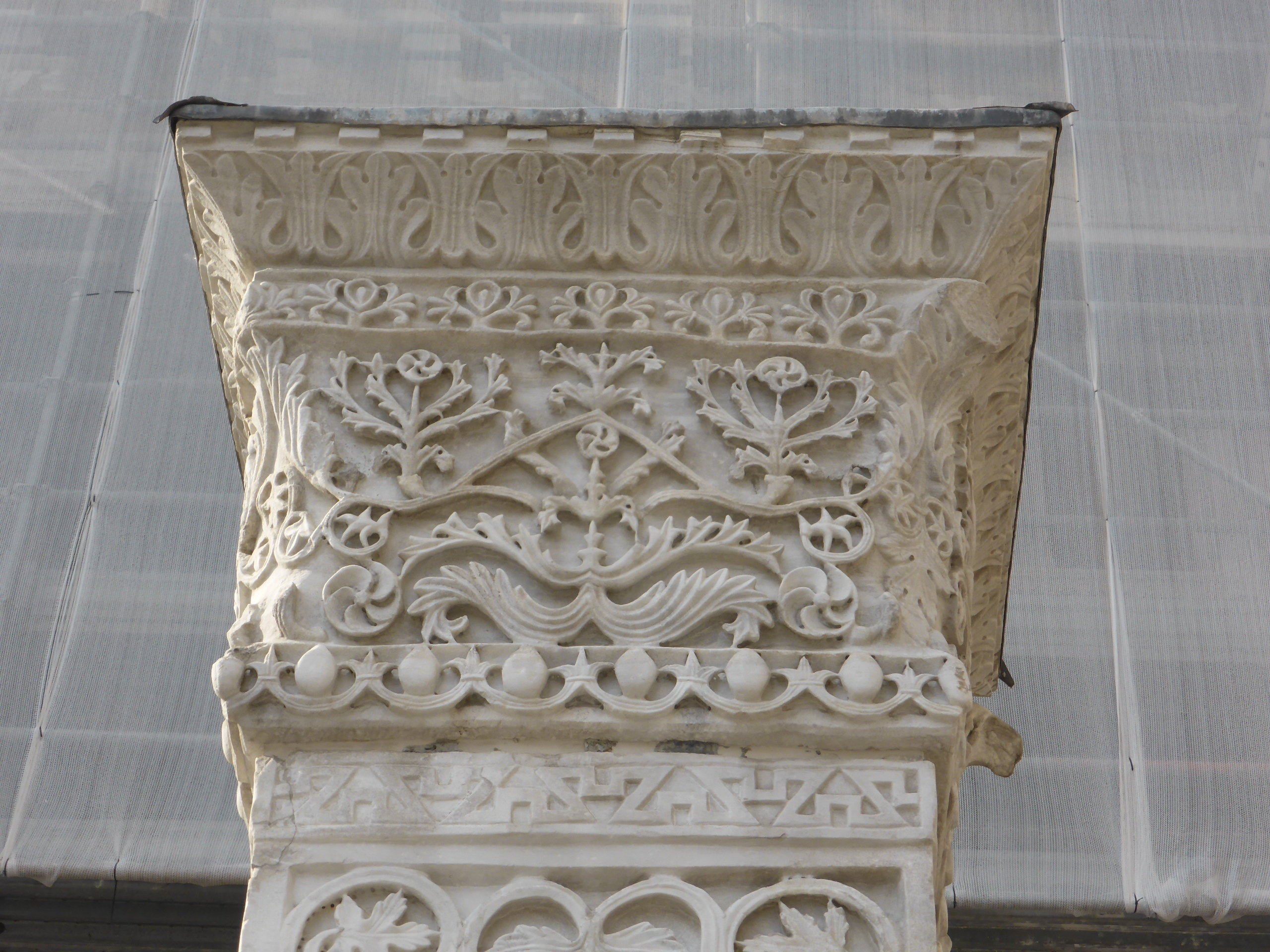
برگ کنگری‌های بیزانسی بر روی قرنیز در بالای پیلاستری آکریتانی (ستون‌های عکا)، در اصل در کلیسای سنت پولیه‌کتوس، بعداً گرفته شد و اکنون در پیازتا دی سن مارکو، ونیز به نمایش گذاشته شده است، معمار یا مجسمه‌ساز ناشناس، ۵۲۷-۵۲۴
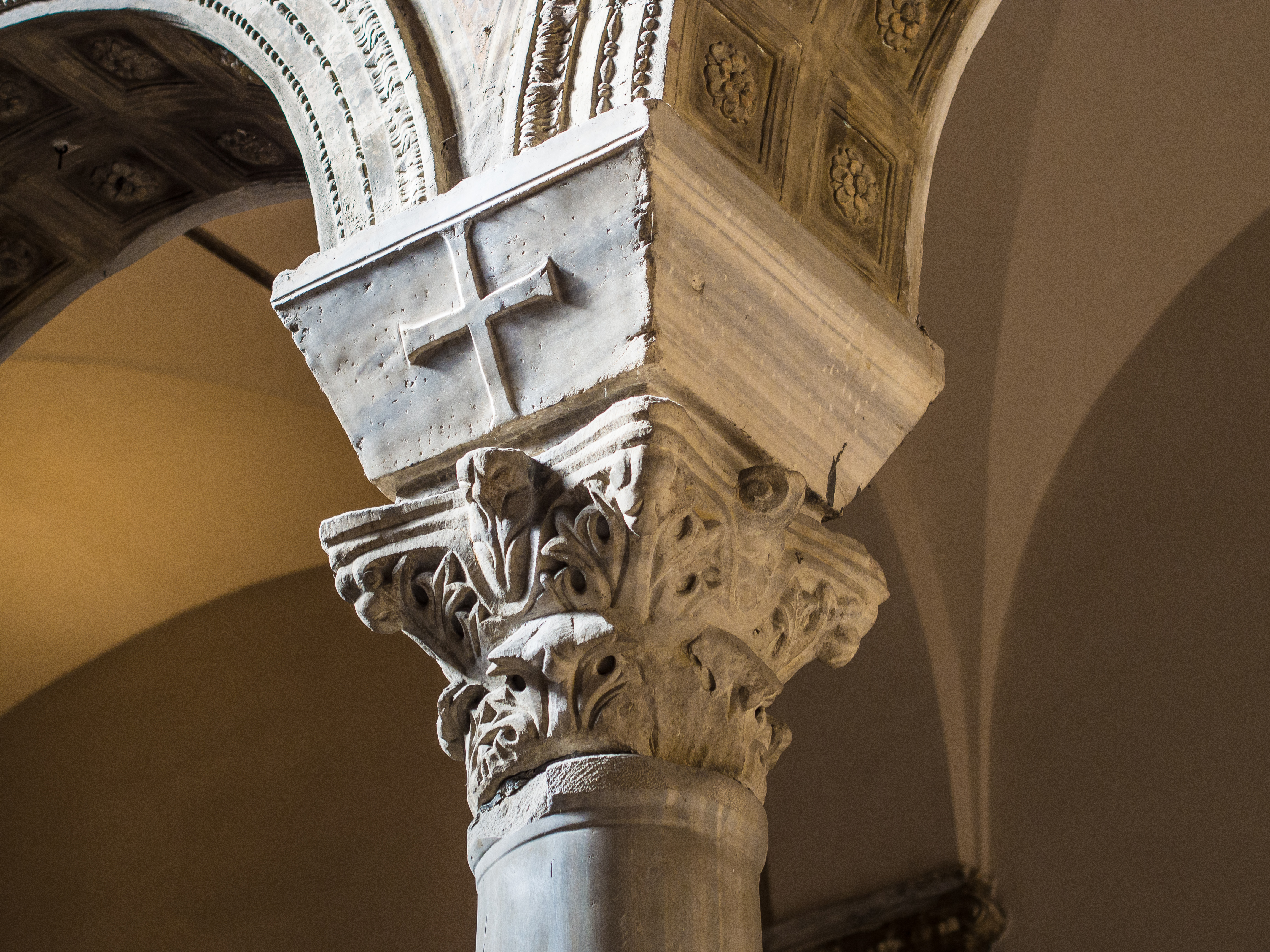
سرستون شبه-کورینتی بیزانسی در کلیسای سانت آپولیناره نووو، راونا، ایتالیا، معمار یا مجسمه‌ساز ناشناس، قرن ۶
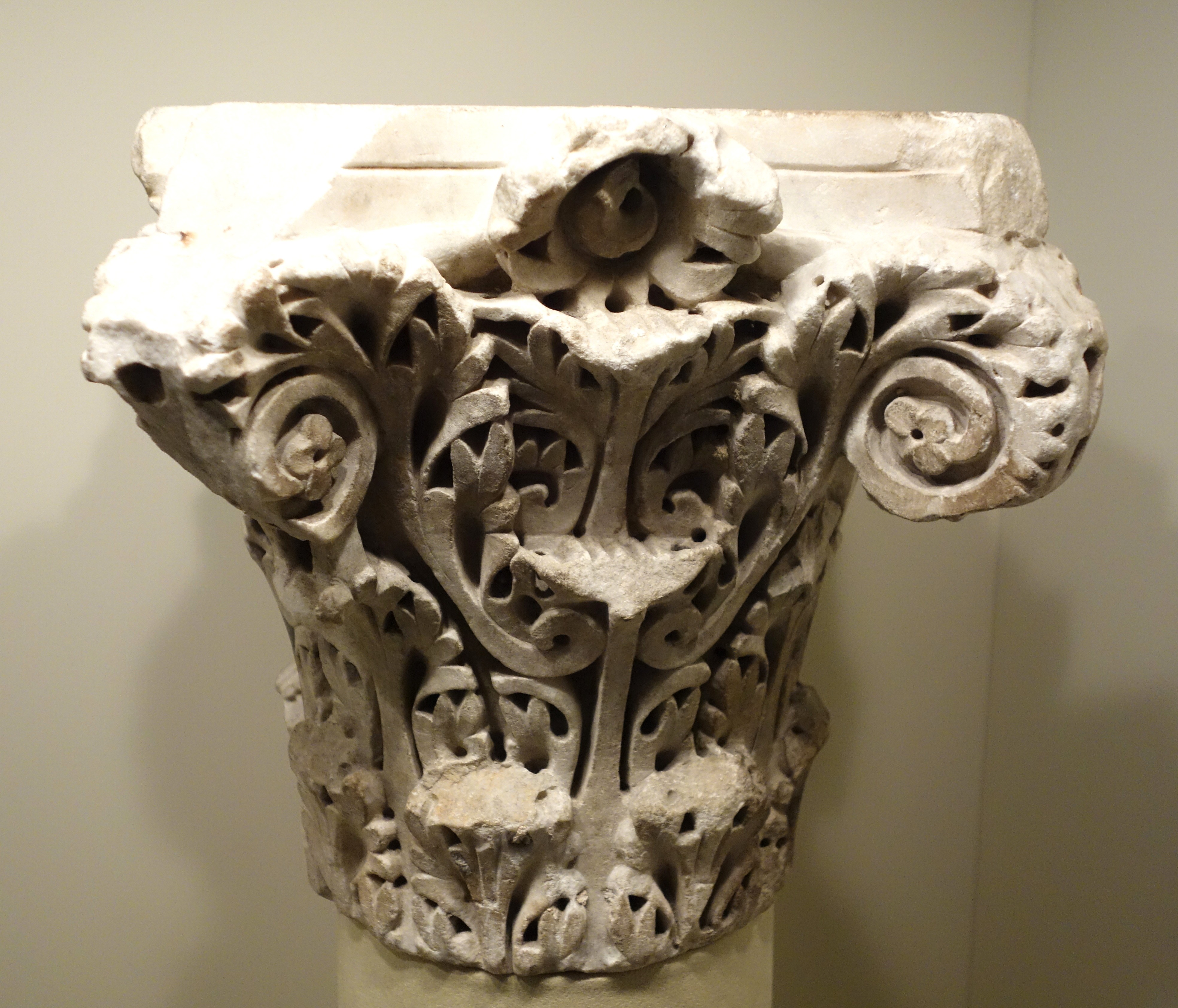
سرستون اسلامی با برگ کنگری، قرن دهم، مرمر، موزه هنر سینسینتی، ایالات متحده
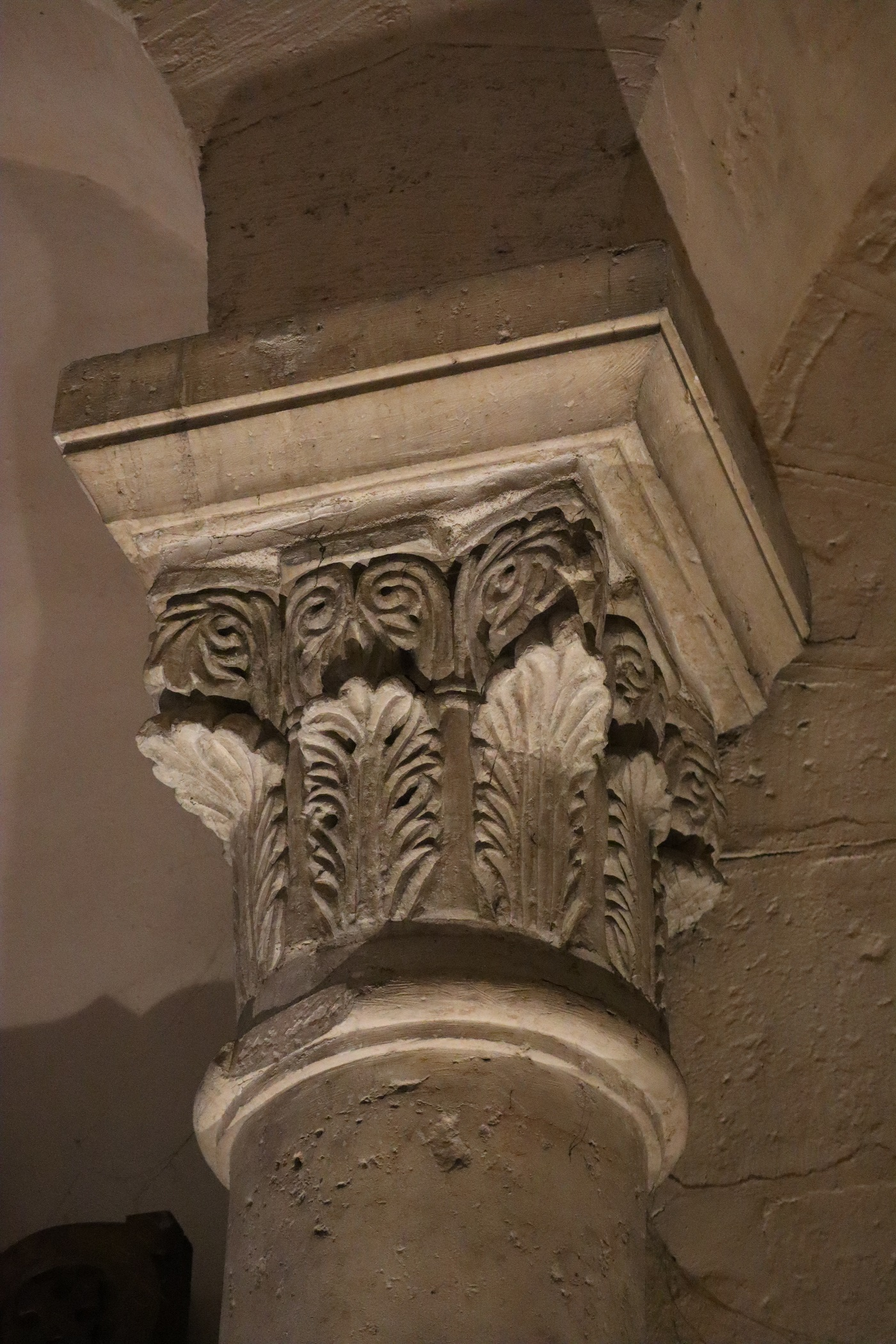
سرستون شبه-کورینتی رومی‌وار، کلیسای سنت فیلیبرت، تورنو، فرانسه، حدود ۱۰۸ تا اواسط قرن ۱۱
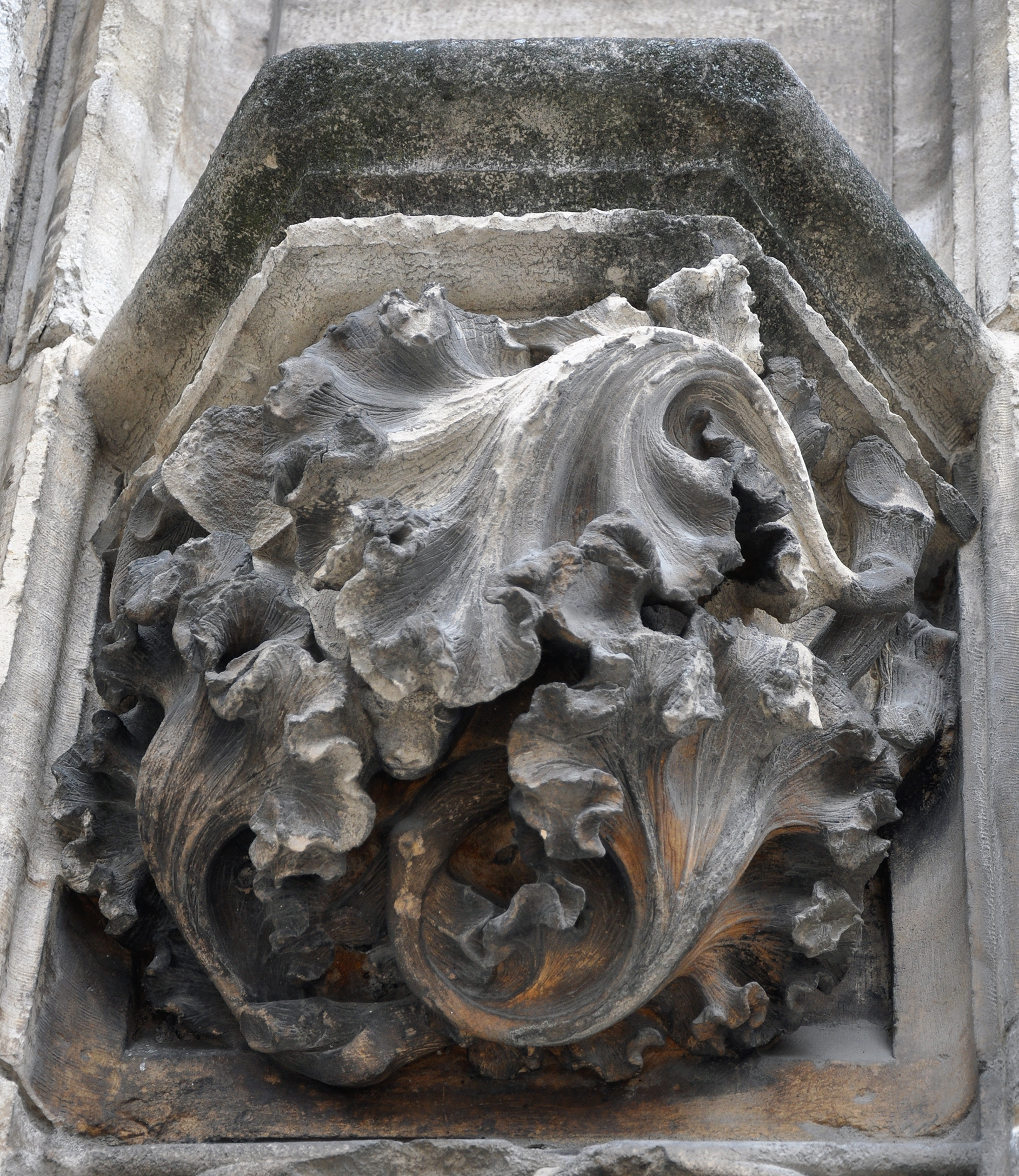
برگ کنگری گوتیک بر روی یک سرسنگ از کلیسای جامع وین، وین، فرانسه، معمار یا مجسمه‌ساز ناشناس، حدود ۱۱۳۰-۱۵۲۹
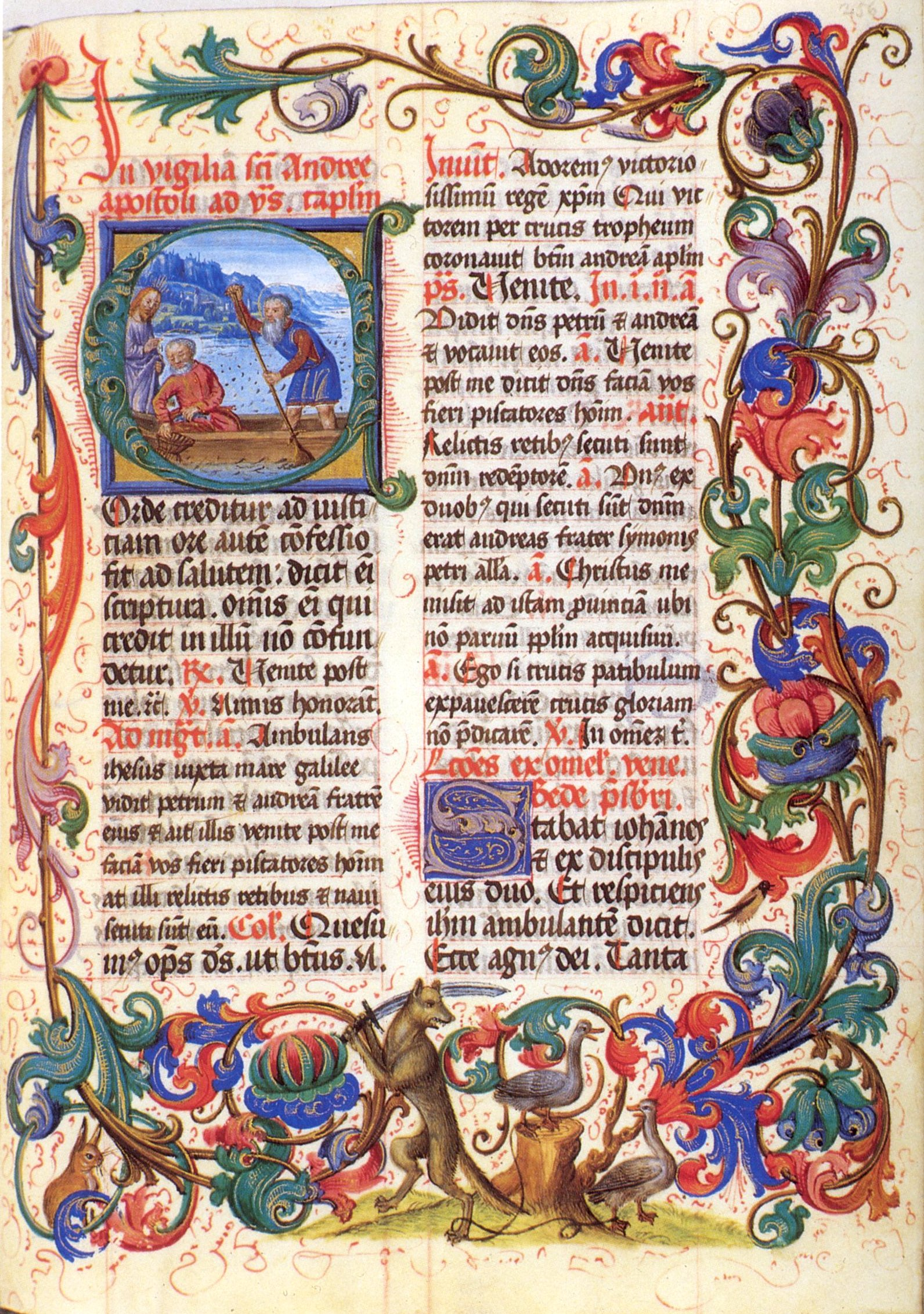
برگ کنگری‌های گوتیک در صفحه‌ای از Codex Salemitanus IX c، قرن ۱۵، رنگ‌های تمپرا، رنگ طلایی، ورق طلا و جوهر روی پوست، کتابخانه دانشگاه هایدلبرگ، هایدلبرگ، آلمان
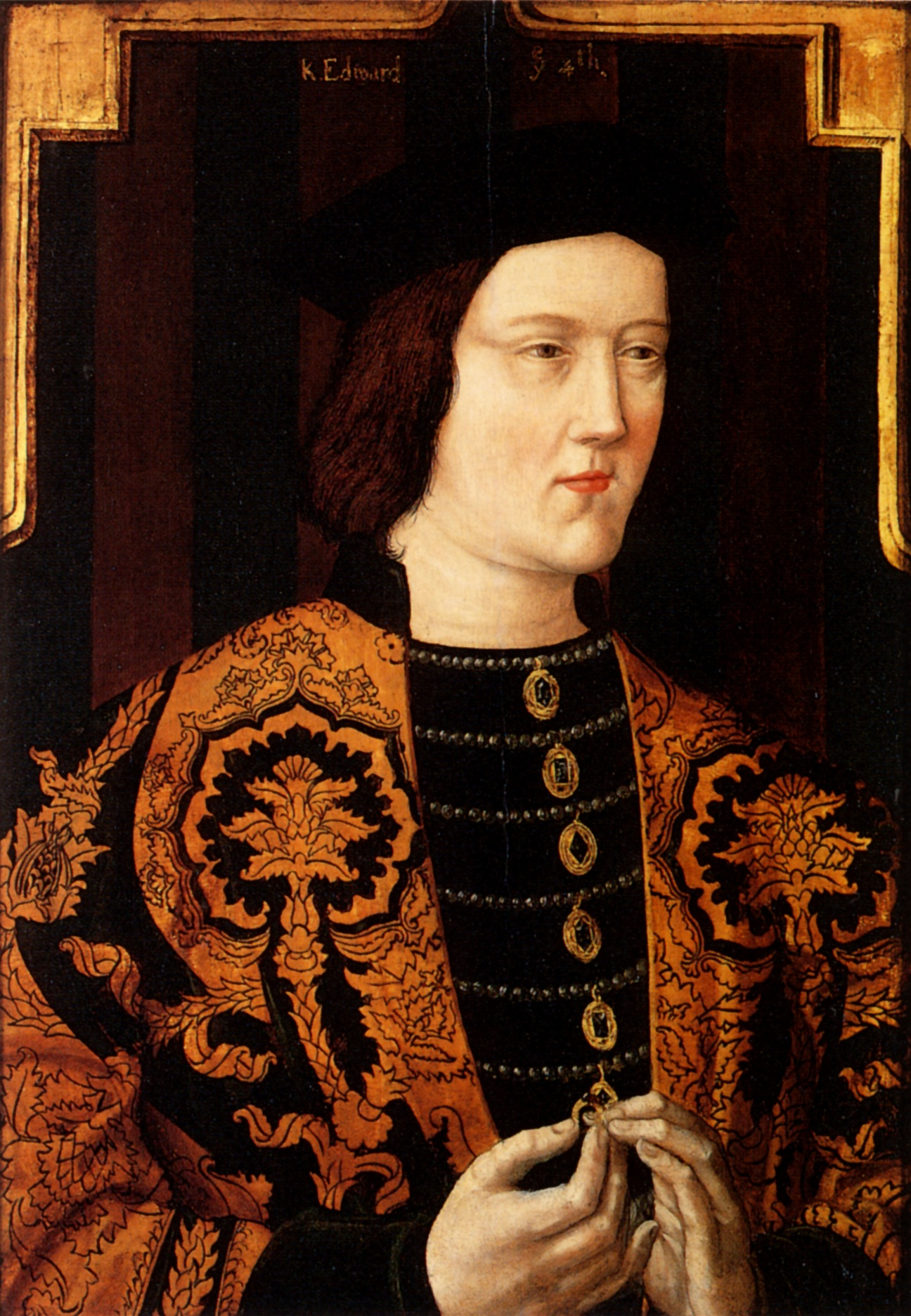
برگ کنگری‌های رنسانس روی پارچه‌ای که پادشاه ادوارد چهارم پوشیده است، پرتره‌ای که توسط لوکاس هورنبوت، حدود ۱۴۷۰-۱۴۷۵ نقاشی شده است
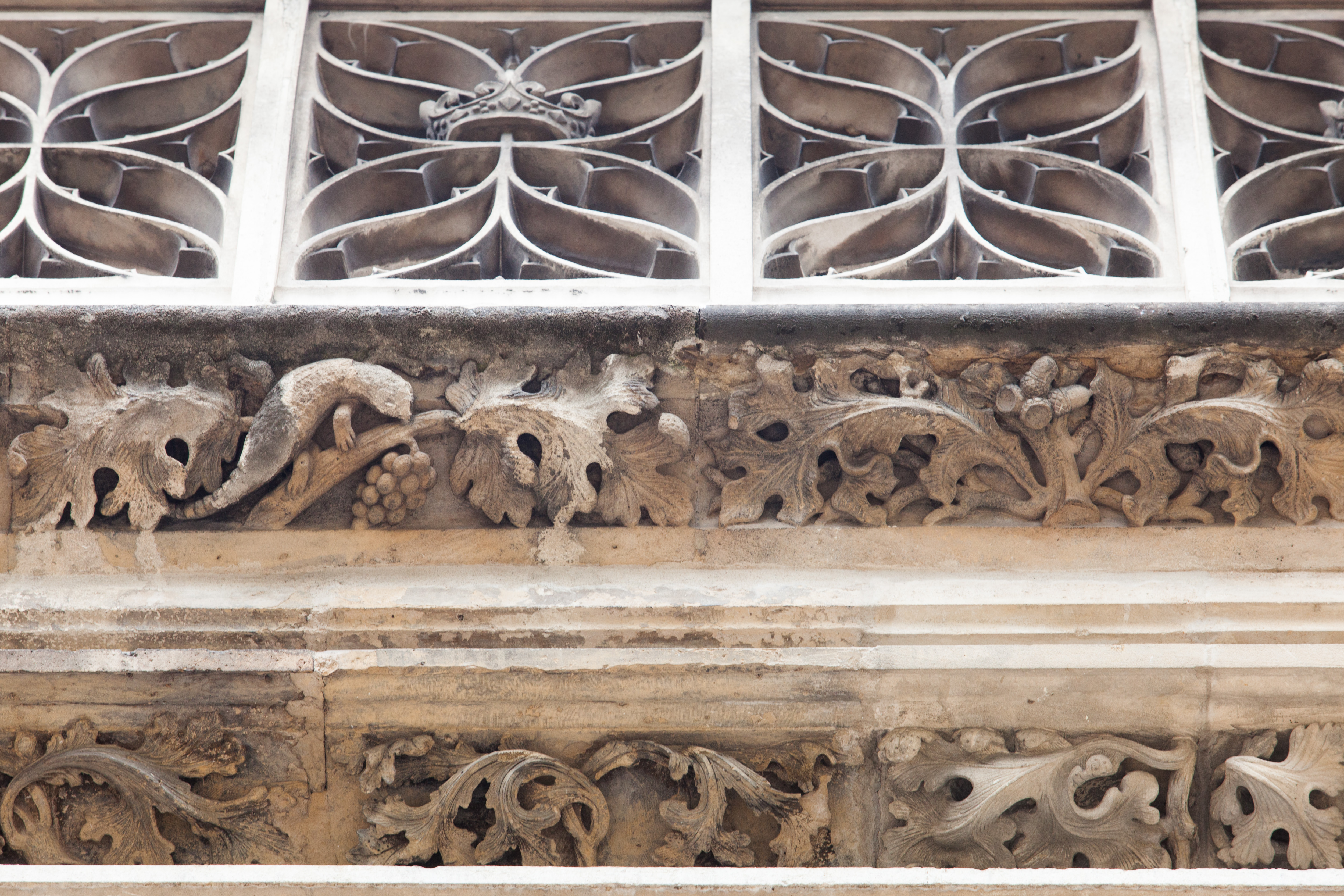
برگ کنگری‌های گوتیک در هتل کلونی، پاریس، معمار یا مجسمه‌ساز ناشناس، ۱۴۸۵-۱۵۱۰
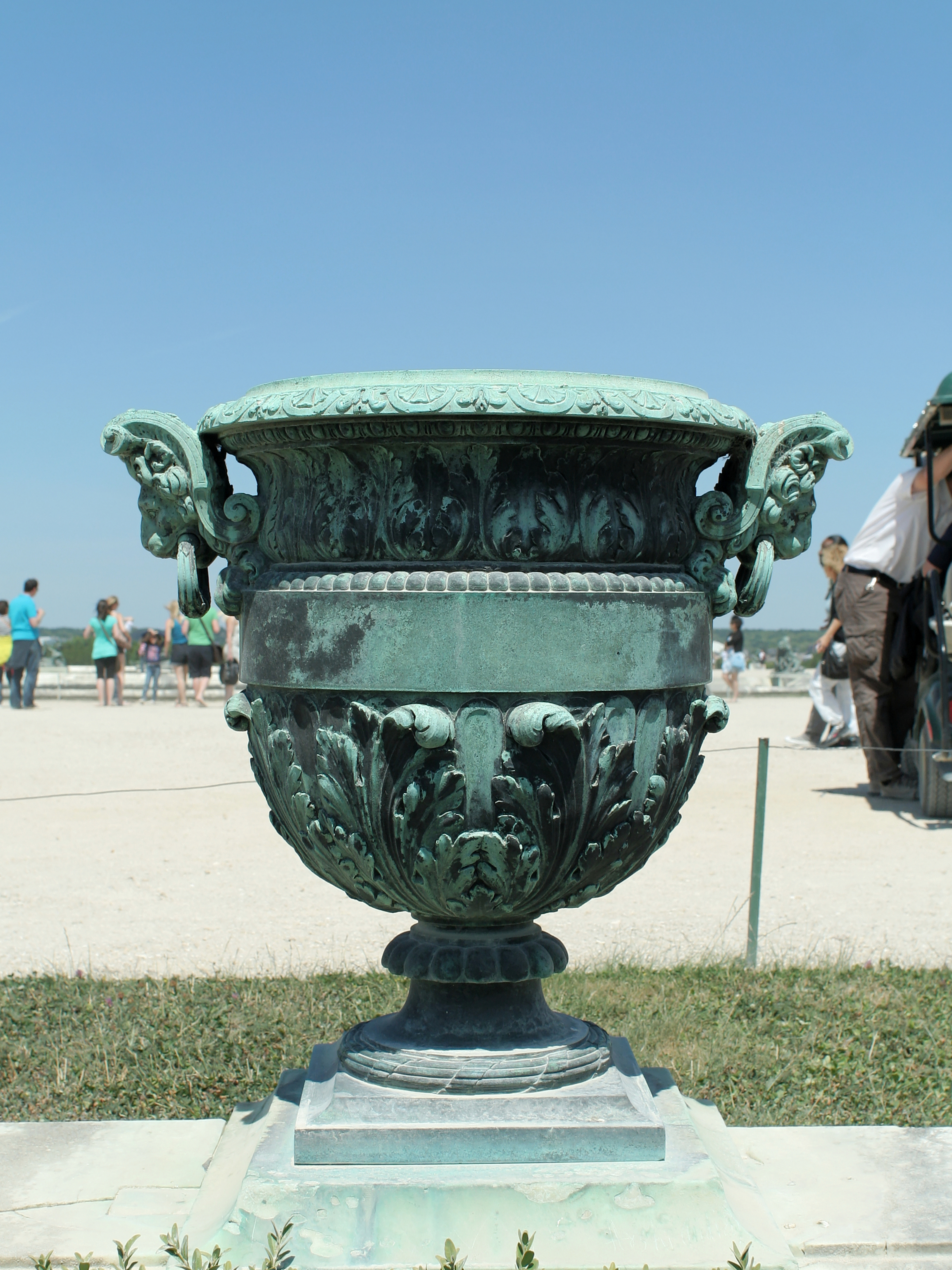
گلدان باغ باروک با برگ کنگری، اثر کلود بالین، ۱۶۶۵، برنز، باغ‌های ورسای
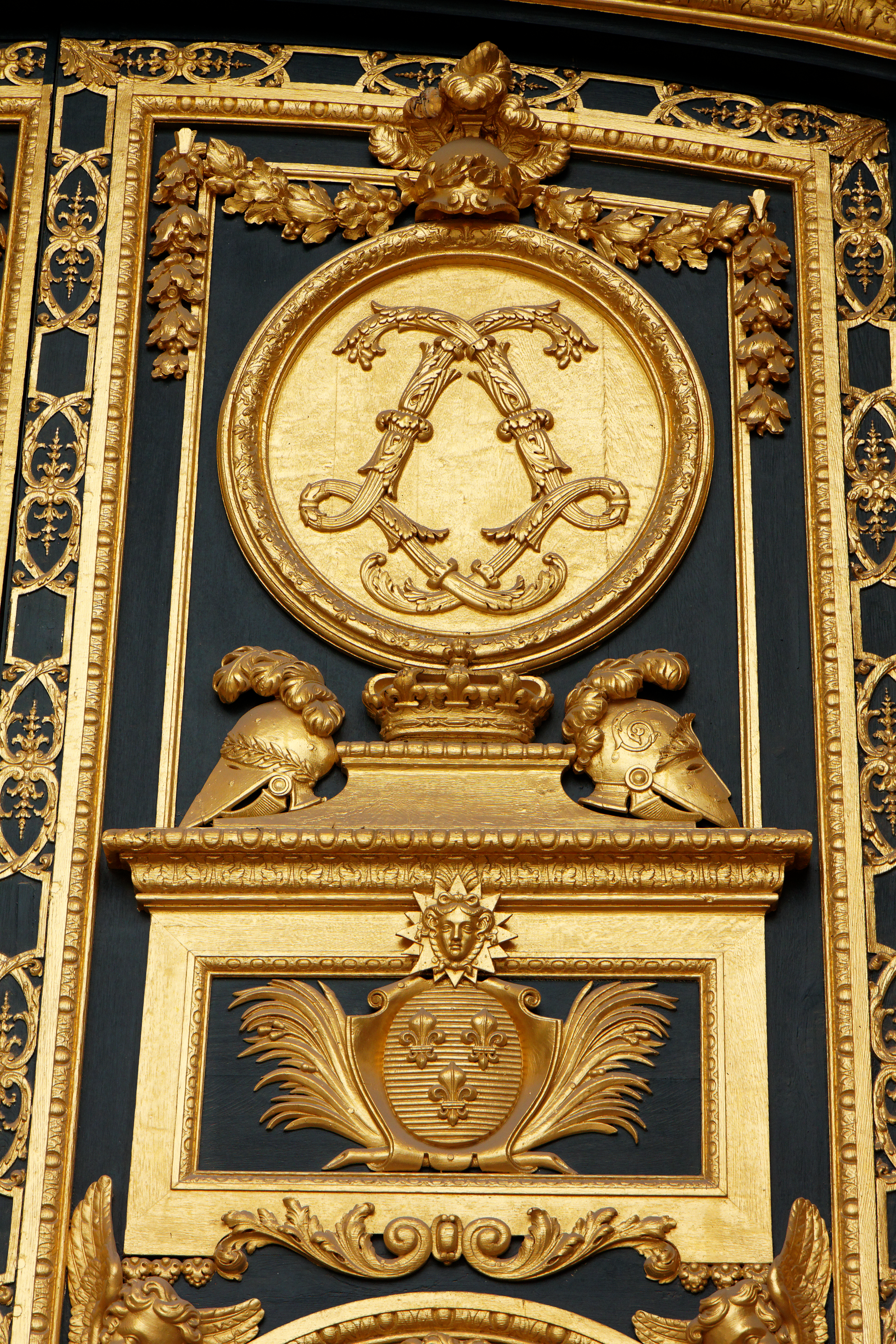
برگ کنگری‌های باروک از یک مونوگرام لوئی چهاردهم روی درب ورودی گنبد لزنولید، پاریس، اثر ژول هاردouinین-مانसार، ۱۶۷۷–۱۷۰۶
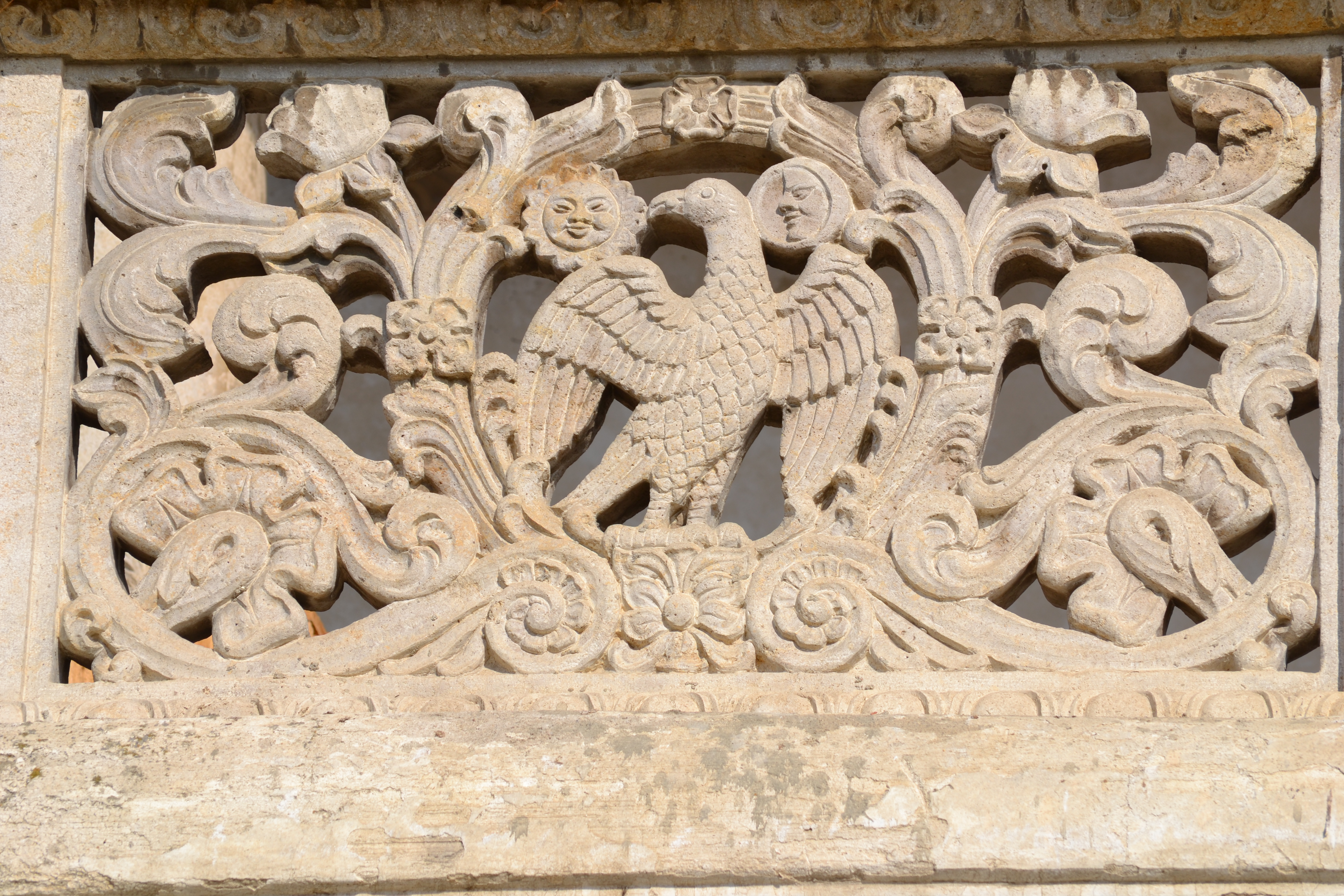
برگ کنگری‌های به سبک برنکوونشک از نرده‌ای از کاخ پوتلوژی، پوتلوژی، رومانی، معمار یا مجسمه‌ساز ناشناس، ۱۶۹۸
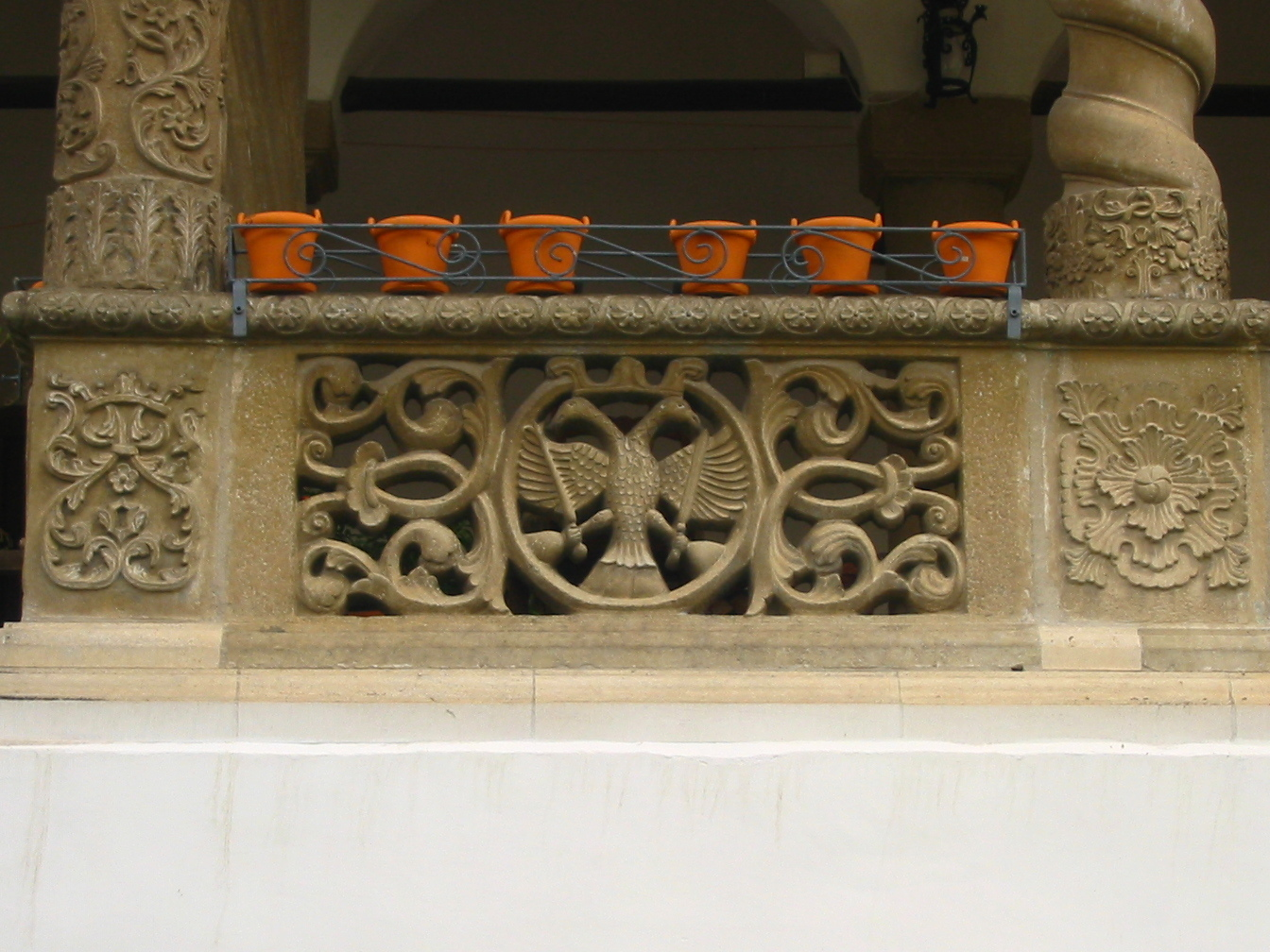
برگ کنگری‌های برانکوونشک از نرده‌ای از صومعه هورزو، هورزو، رومانی، معمار یا مجسمه‌ساز ناشناس، قرن‌های ۱۷-۱۸
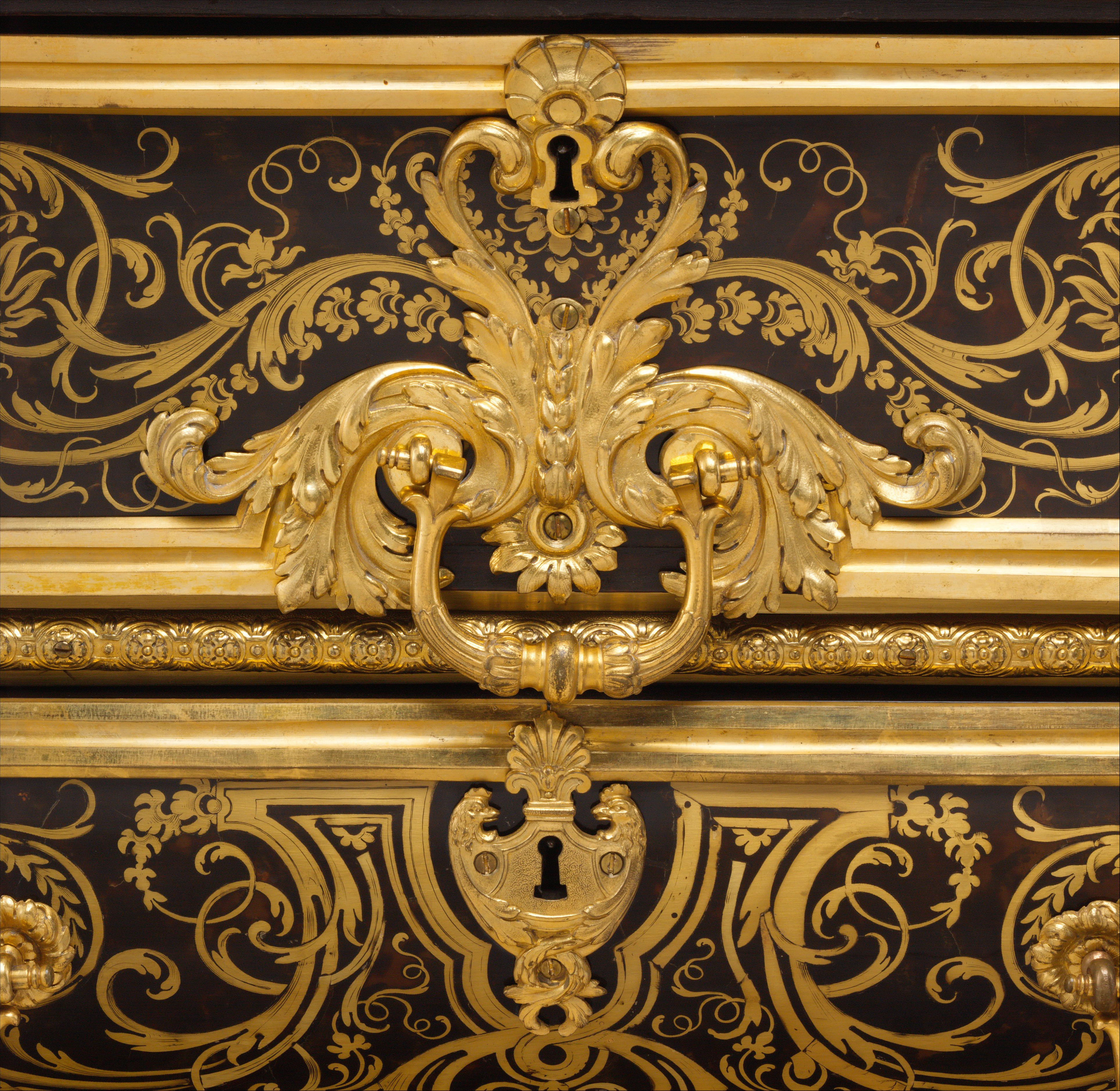
برگ کنگری‌های باروک روی یک کمد، اثر آندره-چارلز بول، حدود ۱۷۱۰–۱۷۲۰، روکش گردو با آبنوس، خاتم‌کاری برنجی حکاکی شده و لاک پشت، و پایه‌های برنزی طلاکاری شده، موزه هنر متروپولیتن
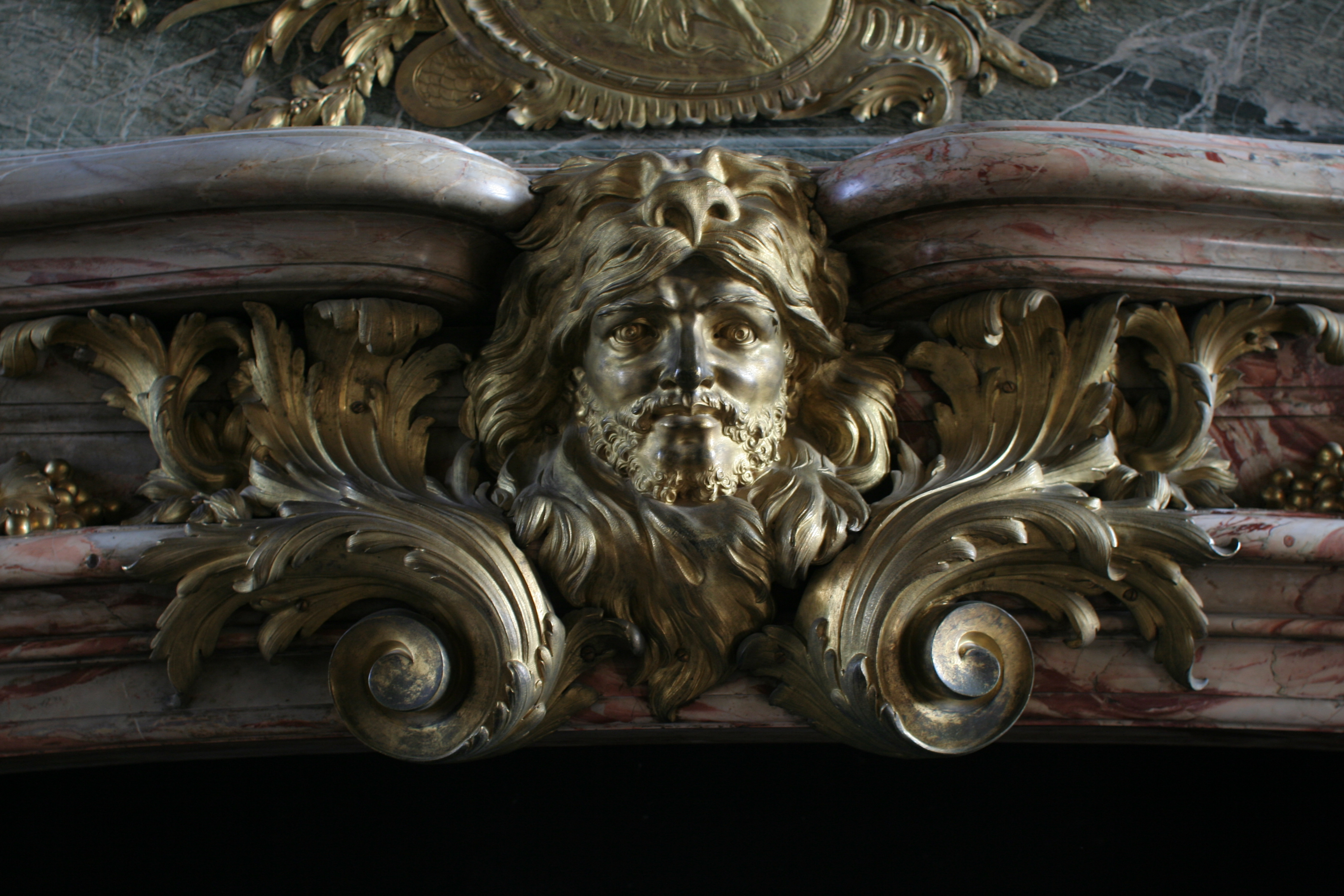
ماسکارون باروک با برگ کنگری در سالن هرکول، ۱۷۲۴–۱۷۳۶، طراحی شده توسط Robert de Cotte، ژاک گابریل
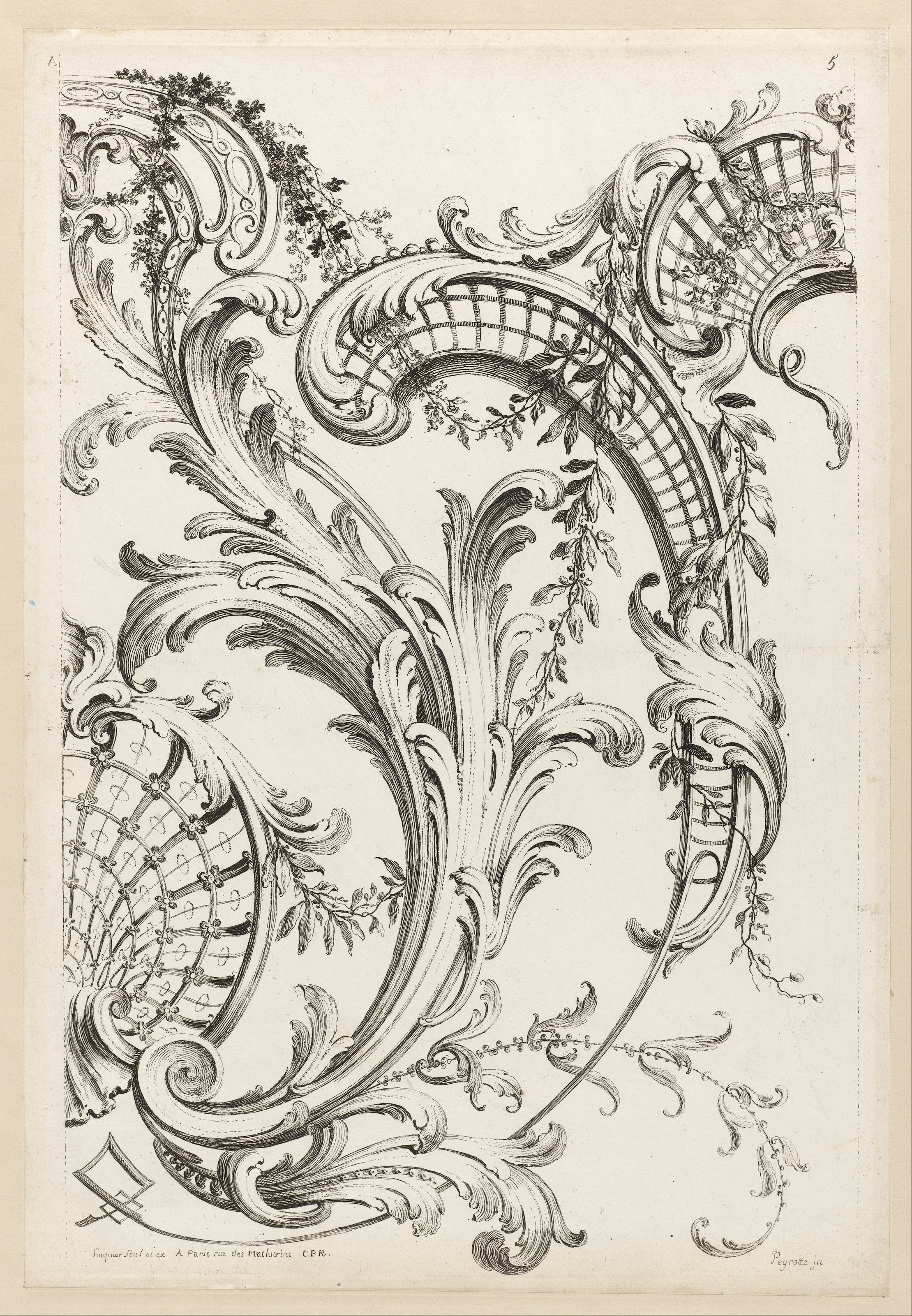
برگ کنگری‌های روکوکو، اثر الکسیس پیروت، ۱۷۴۰، موزه طراحی کوپر هیویت اسمیتسونین، نیویورک
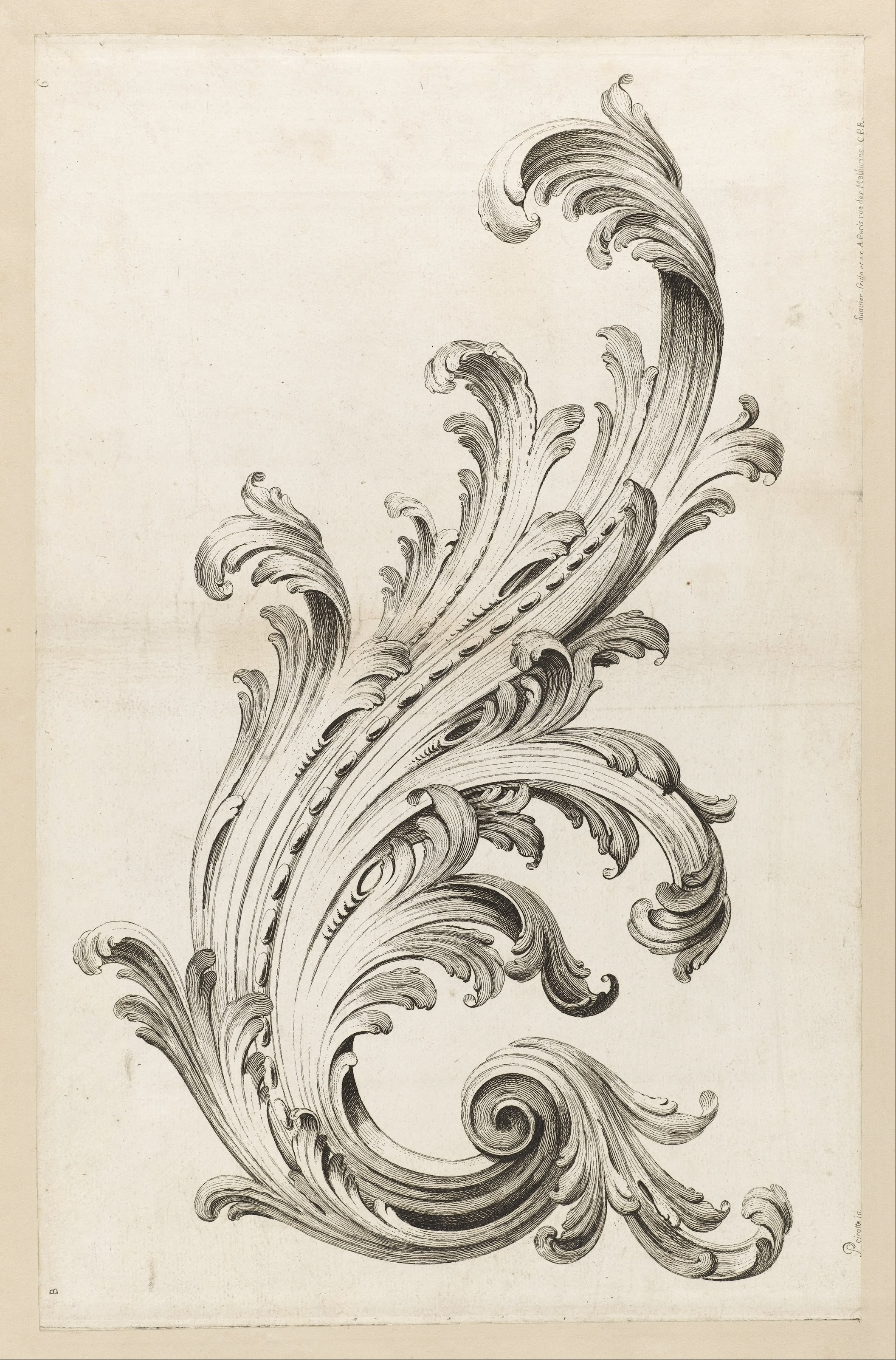
برگ کنگری روکوکو، اثر الکسیس پیروت، ۱۷۴۰، موزه طراحی کوپر هیویت اسمیتسونین، نیویورک
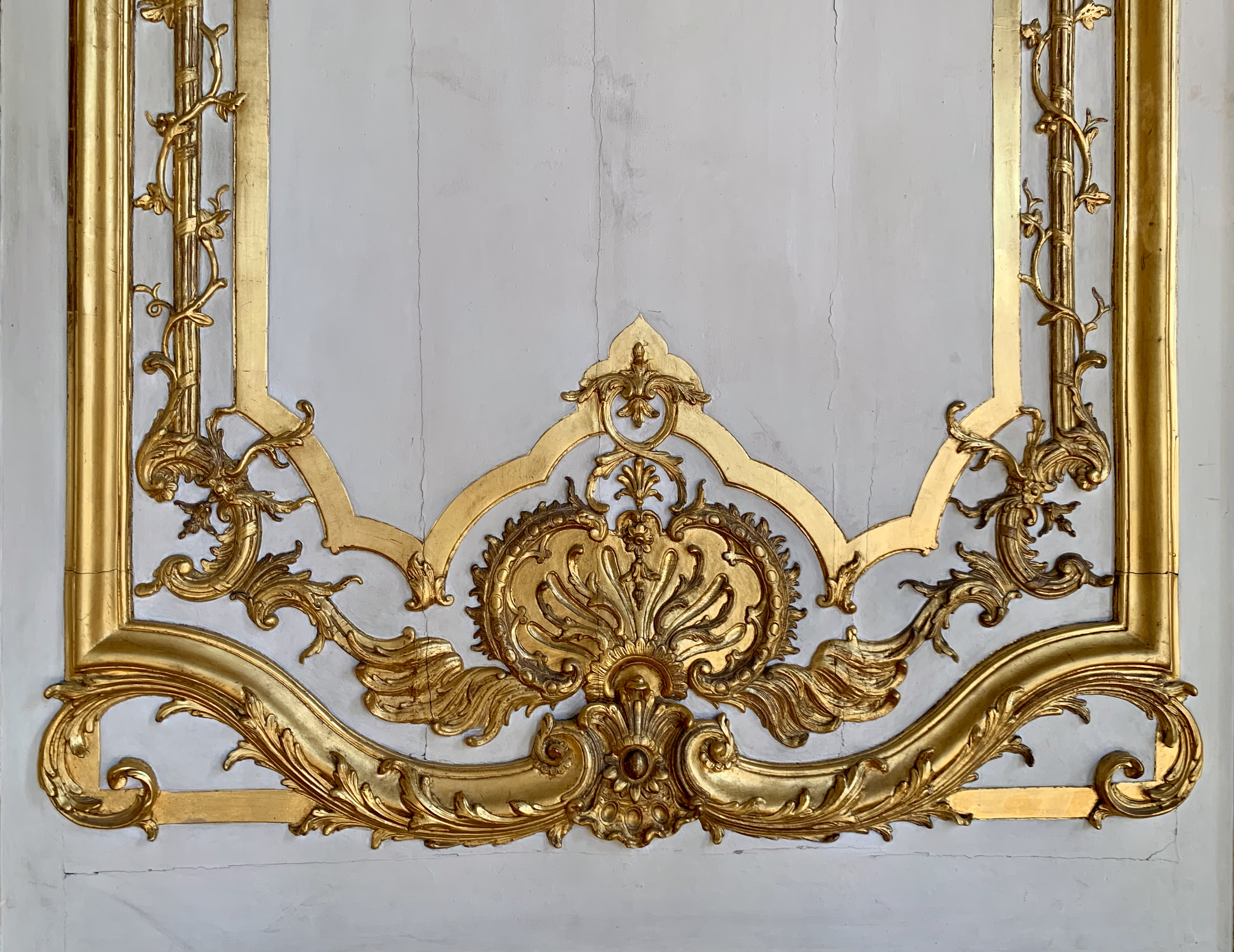
برگ کنگری‌های روکوکو بر روی دیواری از سالن بیضی شکل پرنسس در هتل د سوبیز، پاریس، اثر ژرمن بفران، ۱۷۴۰
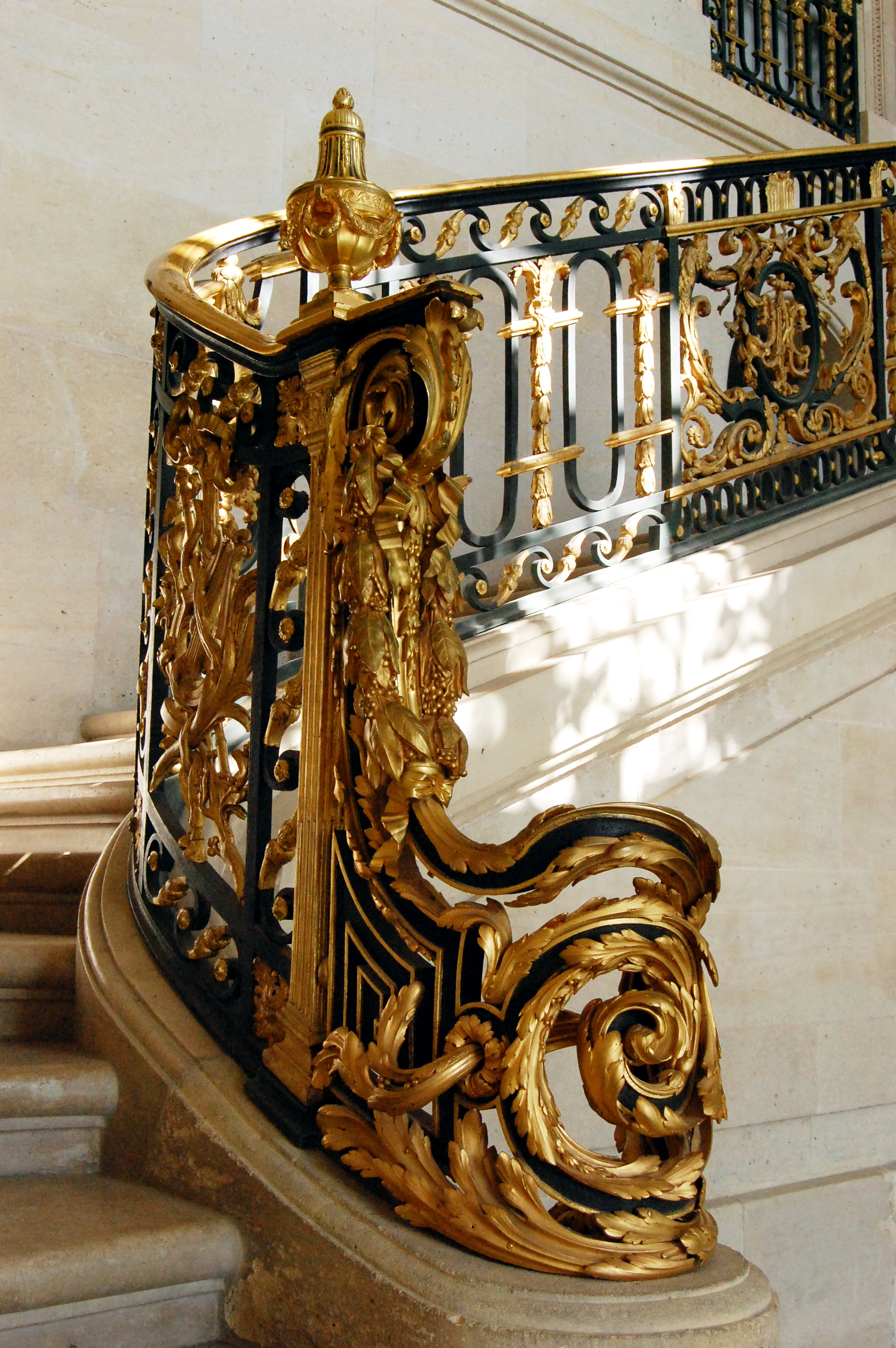
برگ کنگری‌های نئوکلاسیک از نرده راه پله در پتی تریانون، کاخ ورسای، فرانسه، اثر آنژ-ژاک گابریل، ۱۷۶۴
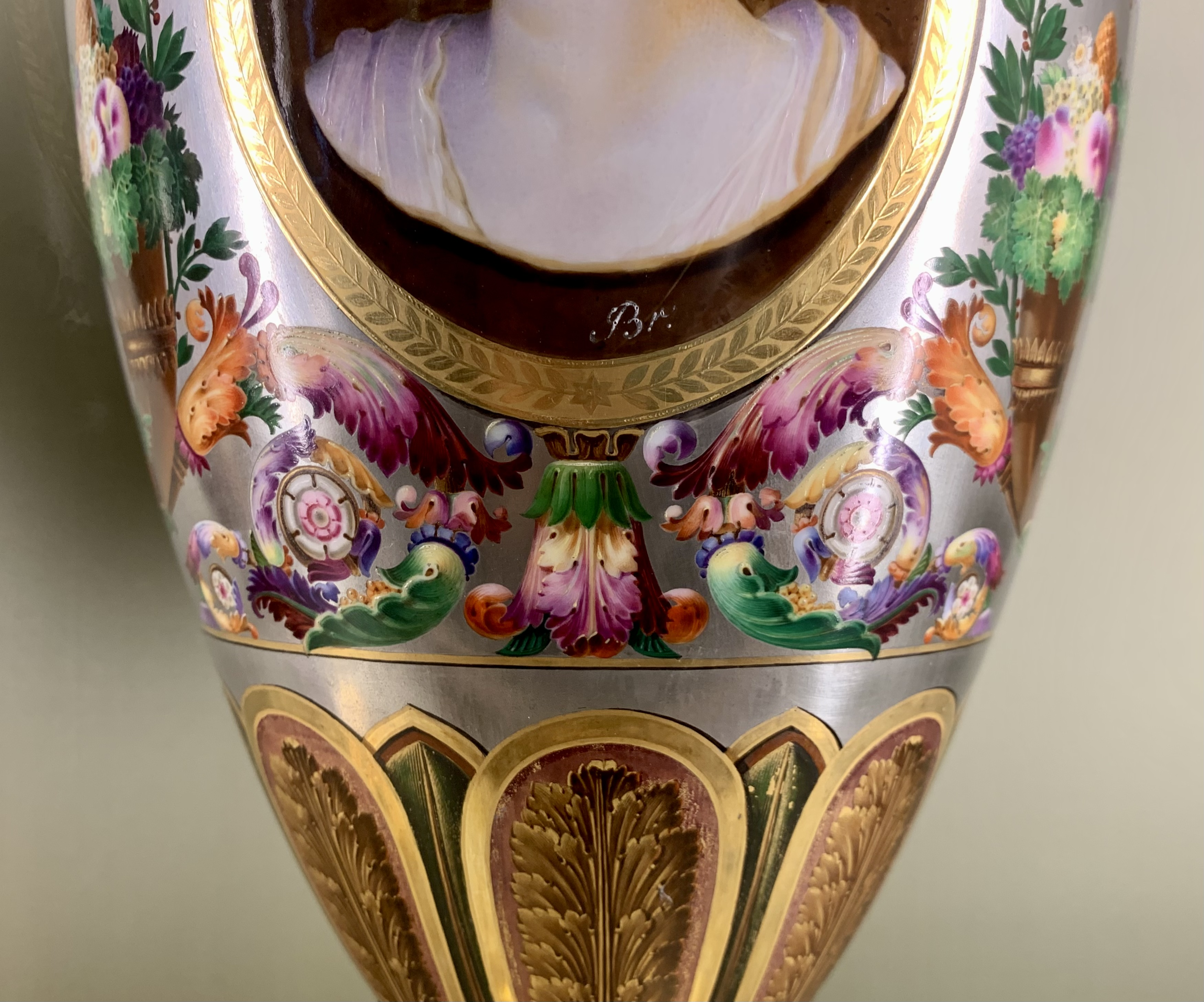
برگ کنگری‌های نئوکلاسیک بر روی یک گلدان، توسط کارخانه چینی‌سازی سور، ۱۸۱۴، چینی سخت با زمینه پلاتین و پایه‌های برنزی طلاکاری شده، موزه لوور
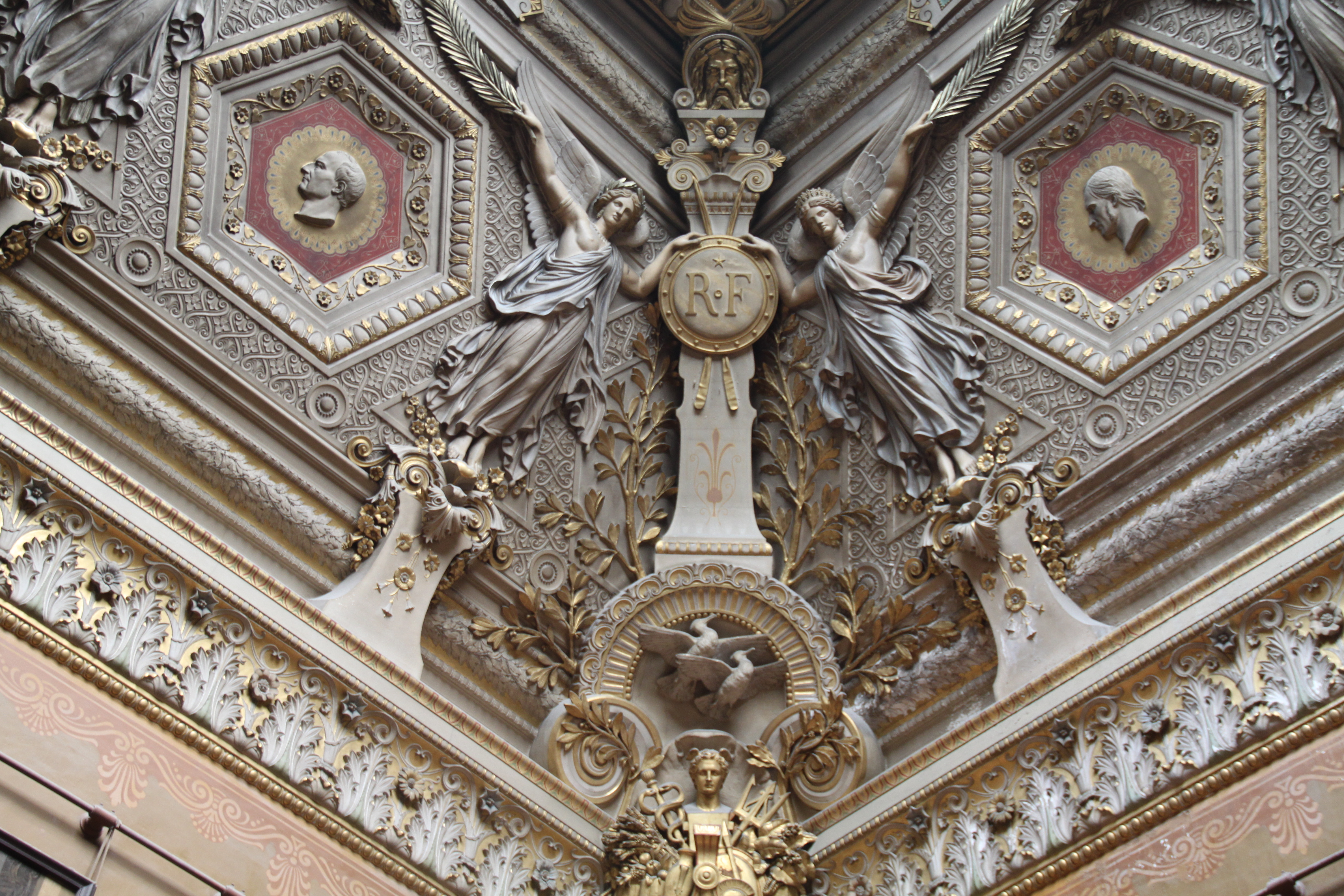
برگ کنگری‌های نئوکلاسیک روی سقف سالن des Sept cheminées، کاخ لوور، پاریس، اثر Francisque Duret, 1851